# 澳門巴士3路線
澳門巴士3路線是由澳巴經營，往返關閘和外港碼頭的巴士路線。

## 簡介及歷史

### 簡介
- 本線在2011年前由新福利經營，是該公司一條客量非常高的路線，主要因為本線的起訖點皆為出入境口岸，又途經旅遊區，如新馬路、葡京酒店、金沙等等，因此乘搭的遊客非常多；另外，本線亦途經台山、筷子基、提督馬路等住宅區，乘搭本線的居民亦十分多，因此成為澳門市區的「線王」。

### 歷史
- 本線的第一代早於1948年4月1日由澳門公共汽車公司開設，每8分鐘一班，由媽閣往來關閘，途經關閘馬路、提督馬路、沙梨頭、內港，在開辦本線初期，曾開通兩天的免費特別車，由議事亭前地往來蓮峰球場。

- 1952年1月1日，因澳門公共汽車公司突然以虧損為由停駛而停辦。

- 1952年2月23日，改由福利營運，路線為第2代4路線逆時針版本；由內港總站開出，途經新馬路、南灣大馬路、水坑尾、荷蘭園、亞豐素街、鏡湖馬路、永樂戲院、沙梨頭，返回總站（18號碼頭），每6分鐘一班，後與1954年2月3日與4路線合併為小環市線。

- 1965年1月9日，本線重新投入服務，並改為來往內港總站至新口岸，經新馬路、南灣、賈羅布馬路及薩喇沙博士馬路，以取代往來港澳碼頭至內港皇宮的免費穿梭巴士（由信德船務營運，只在每日晚間提供服務），每日07:00-18:29。班距為26分鐘。此外，本線在泳季時會延伸至泳棚（水塘北角），取代泳場線專線。

- 1974年6月，本線加密班次至15分鐘一班，加班車初期，總站按時段設於泳棚、港澳碼頭或回力。由於時間安排混亂，對乘客造成不便，後統一改成19:30前的班次以泳棚為總站，19:30後的班次則以港澳碼頭為總站。

- 1975年9月22日，本線試行「前門上車，中門落車」，為澳門首條試行此營運模式的路線。

- 1980年2月29日：本線於07:00-16:30間的班次延長至台山，由原來的2部車增加至3部，班次仍然保持15分鐘一班。16:30後的班次繼續以內港總站為總站。

- 1982年1月，本線尾班車時間延長至02:00，曾為全澳最遲尾班車的路線，後改為00:40，但仍為全澳最遲尾班車的路線，直至2014年12月18日被1路線打破。

- 1983年，隨著3A路線開通，本線全部班次改由台山開出。

- 1985年12月，往港澳碼頭方向改經羅理基博士大馬路及新落成的綜藝館，不再途經友誼馬路。

- 1988年7月，因福利公司倒閉，本線改為新福利經營。

- 1989年1月，本線實行無人售票上車制度，為首條實行此制度的大巴路線。

- 1990年9月1日，因應台山嘉翠麗大廈居民投訴噪音問題，本線延長至關閘。

- 1993年11月，新港澳碼頭啟用後，本線總站延伸至新港澳碼頭。

- 1995年10月23日，為加強票務服務，新福利試行巴士自動收費系統，於本線試行聰明卡（即是後來的澳門通）。是本澳地區首個使用這種新科技的巴士公司及路線。

- 1995年12月，加入低地台大巴行駛本線，成為首條使用相關車輛行駛的路線。

- 1997年，加入超低地台大巴行駛本線，成為首條使用相關車輛行駛的路線。

- 2009年4月26日起，為配合交通事務局實施第2階段巴士路線調整，開設3X路線，按本線行程由關閘總站往亞馬喇前地，以分流本線龐大的客量。之前新福利亦曾經開辦3短線往來關閘至葡京。

- 交通事務後來試行在本線車上安裝GPS全球衛星定位系統和試用「公共巴士報站系統」。首先在本線車上安裝GPS全球衛星定位系統並在澳門多個巴士站安裝巴士資訊系統，以方便乘客掌握巴士到站時間等資訊。[1]

- 2010年5月12日，由交通事務局研發的「公共巴士報站系統」正式試用，本線是其中一條試行提供此服務的路線。[2]

- 2011年8月1日起，本線改由維澳蓮運營運，並加強平日往外港碼頭之班距至4分鐘，開始啟用設有輪椅設施的低地台巴士行駛，為澳門首批全線設有輪椅設施的路線。

- 2011年8月2日，因應本線客量極大，加上司機不足，令維澳蓮運難以獨自營運，本線由新福利臨時派出支援車輛。

- 2011年8月28日起，新福利不再支援本線。[3]本線原計劃於8月29日起短期內交由新福利獨營。

- 2013年3月16日起，延長平日在關閘開出的尾班車為00:20。

- 2013年10月2日起，因維澳蓮運已申請破產，本線由交通事務局暫時接管9個月。

- 2013年4月4日至7日，為配合關閘口岸延長通關，本線臨時提前首班車開出時間至05:30及延長尾班車時間至01:30，班距為15分鐘。

- 2013年11月，維澳蓮運引入澳門首部12米全低地台巴士行駛本線測試1個月，成為首條使用相關車輛行駛的路線。

- 2014年7月1日，本線改由新時代經營。

- 2014年12月18日，為配合關閘邊檢大樓延長通關，關閘開出的首班車時間提早至06:00，尾班車時間延長至01:15，而外港碼頭開出的首班車時間則提早至05:45。

- 2016年3月19日，調整走線，改為原線至提督馬路，不再途經白朗古將軍大馬路，取消停靠「提督馬路／白朗古」、「白朗古將軍馬路」、「台山街市」站，新增停靠「蓮峰游泳池」站。[4]

- 2016年4月23日，取消停靠「土地廟前地」站，改停靠「沙梨頭／華寶工業大廈」站。[5]

- 2017年2月13日，於每日09:00-09:30加開關閘開出的1個班次。[6]

- 2017年8月23日，颱風天鴿襲澳，關閘總站受到嚴重風暴潮破壞，本線改為循環線行駛，循環點為關閘馬路。

- 2018年6月30日，因新馬路排水系統工程影響，本線暫不停靠「新馬路／大豐」、「殷皇子馬路」、「亞馬喇前地」站，臨時停靠「粵通碼頭」、「河邊新街／下環」站。

- 2018年8月1日，本線改由澳巴經營，成為自開線以來第6家經營本線的公司。

- 2018年8月17日起，新馬路恢復雙向行車，本線恢復原線行駛。

- 2018年10月27日起，“高美士／何賢公園”站改名為“高美士／利澳”。

- 2018年12月15日，總站搬遷至關閘廣場地下公共客運總站。回復為雙向線，維持停靠現有站點並按原線行駛。

- 2019年4月6日，為配合“內港北雨水泵站箱涵渠建造工程”，暫不停靠“十六浦”站。

- 2019年7月27日起，多個巴士站開始改名：
  - “水上街市”站改為“沙梨頭街市”；
  - “旅遊活動中心”站改為“金蓮花廣場”；
  - “十月一日前地”站改為“十月一號前地”。

- 2019年8月31日起，因“內港北雨水泵站箱涵渠建造工程”已完工，本線恢復原線停靠。

- 2020年4月18日，亞馬喇前地整治土建工程完工，取消停靠「亞馬喇前地」站。

- 2020年8月1日起，本線平日07:00-09:00平均候車時間稍增約2至5分鐘，而平日16:00-20:00之平均候車時間則稍為延長約4至9分鐘，其餘時段班次亦適當調整。

- 2022年5月28日起，「理工學院」站更名為「澳門理工大學」；「廈門街／理工」站更名為「廈門街／澳門理工大學」。[7]

- 2022年6月20日至25日，因應北京街鋪路工程，暫不停靠“北京街／假日酒店”。[8]

- 2022年6月23日至12月31日，因應羅理基博士大馬路行人天橋優化工程，暫不停靠“治安警察局”。[9]

- 2022年6月25日至27日，因應高美士街鋪路工程，暫不停靠“金蓮花廣場”、“廈門街／澳門理工大學”，並改停靠“羅理基／馬六甲街”。[8]

- 2022年6月25日至8月13日，因應市政署開展“雅廉訪大馬路排洪雨水管道下游管段擴容工程”，暫不停靠“蓮峰游泳池”，臨時停靠“白朗古將軍馬路”。[10]

- 2022年7月11日至17日，因實施「全澳相對靜止管理」措施，本線暫停營運。[11]

- 2022年7月18日至22日，因宣佈延長“相對靜止管理”措施，本線維持上述措施。[12]

- 2022年7月23日起，因“相對靜止管理”結束，本線恢復營運。[13]

- 2023年7月3日起，為理順和明確巴士站名稱，“新馬路／永亨”站改名為“新馬路／華僑”。[14]

## 使用車輛
本線因為客量龐大，一直以來使用高載客量巴士行走，同時亦是各間巴士公司新車投入的首選路線之一。

### 福利時期
- 在福利年代，主要採用從英國購入的二手Bristol L5G（1939-1950年出廠）及Bristol LS5G（1950年代出廠）行駛。
- 在1975年1月18日，福利曾計劃雙層巴士行走本線。[15]
- 在1975年，福利委托九巴首次訂購全新利蘭亞比安巴士（VK1、VK2）投入行駛本線。

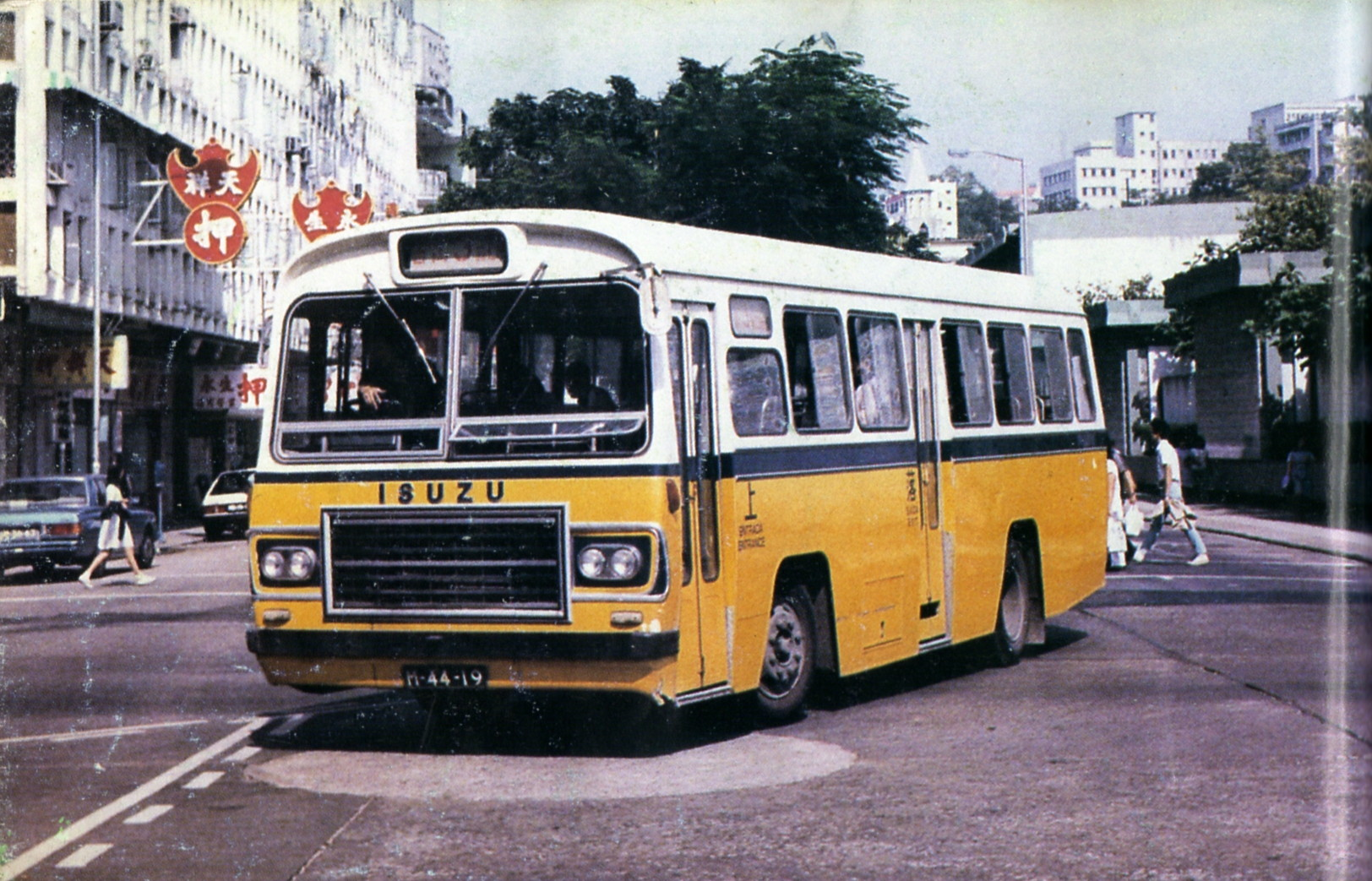
二手Bristol L5G及Bristol LS5G服務直至1980年代初期全新利蘭亞比安巴士及全新五十鈴JCR460無空調巴士（兩者皆配新亞車身）投入服務後為止。

### 新福利時期

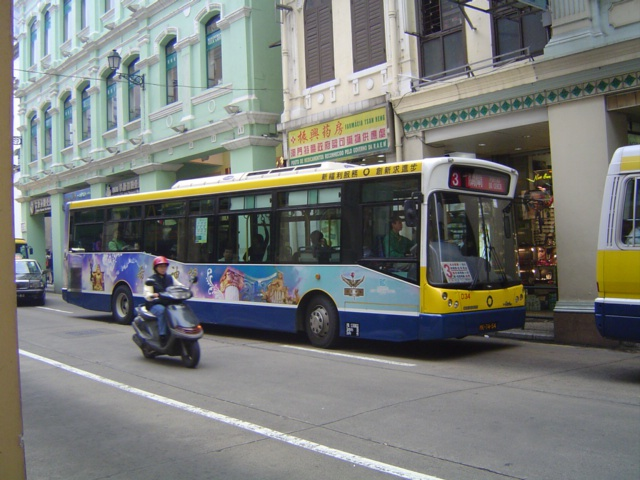
1988年，福利改組成現時的新福利公司。翌年，載客量高且設有空調系統的三菱FUSO大巴（F車）投入服務後便立即投放本線（該款巴士亦同時行駛5路線），以疏導客量，間中亦有五十鈴巴士（S車）行駛本線。隨著FUSO巴士投入服務及利蘭逐步退役，本線在1989年8月份正式全面空調巴士服務。1995年末開始，新福利將購入新巴士放在這線行走，例如1995年丹尼士飛鏢（D01-D10）和1997年猛獅13.230（M01-M10）巴士，後來該批車皆被調走。2004年引入丹尼士飛標SLF超低地台10米巴士行駛本線，2005年引入載客量更大的丹尼士飛鏢SLF超低地台11米巴士行走，這批車載客量超過FUSO大巴之外，由於此批車11米長，成為當時澳門最長及載客量最多的巴士，故有（超長大巴）之稱的美譽，以疏導本線客量起極大作用，在2009年FUSO大巴退役後更加成為本線主力。2005年，新福利引進的首批國產廈門金龍XMQ6103G巴士亦率先投放本線。2008年起，引入蘇州金龍10米巴士也將少部分數目投放本線。2008-2009年，新福利購買了15部蘇州金龍KLQ6126G投放本線，此批巴士載客量為90人以上，可算是適合使用於本線，而FUSO大巴則在2009年開始淡離本線，由丹尼士飛鏢SLF11米巴士、蘇州金龍KLQ6126G取代。
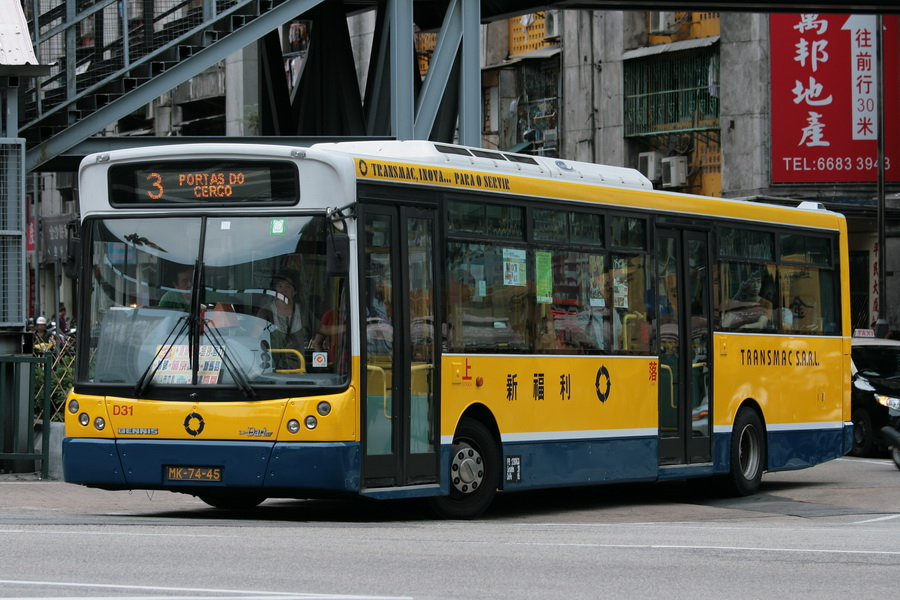
丹尼士飛鏢SLF
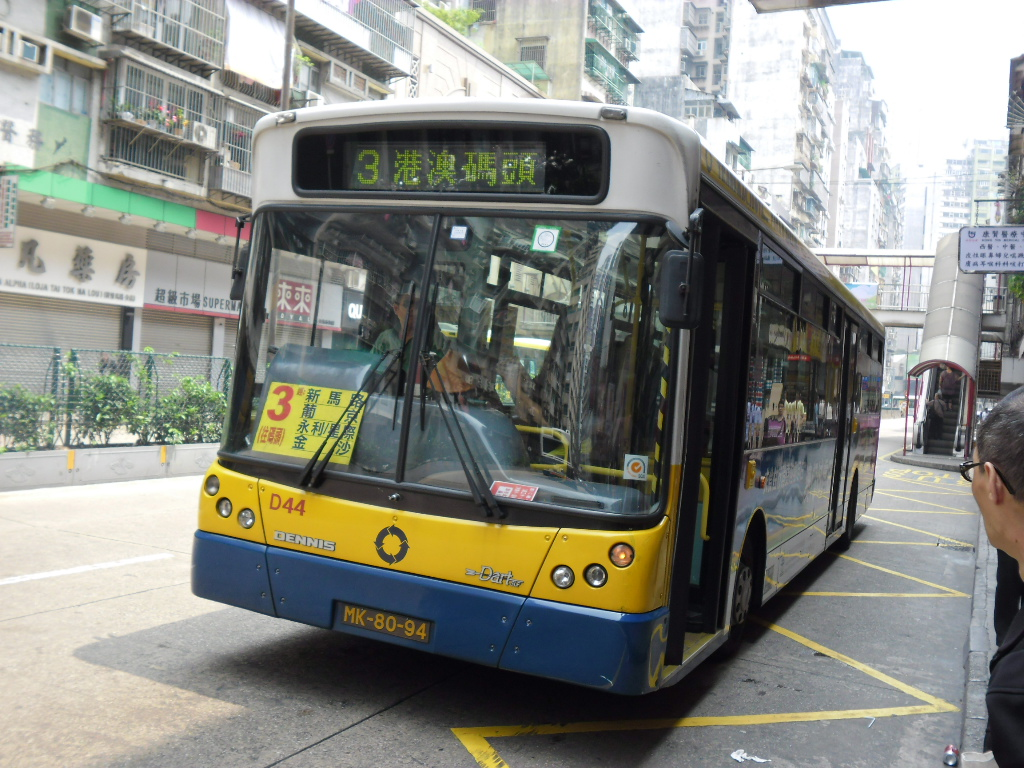
丹尼士飛鏢SLF
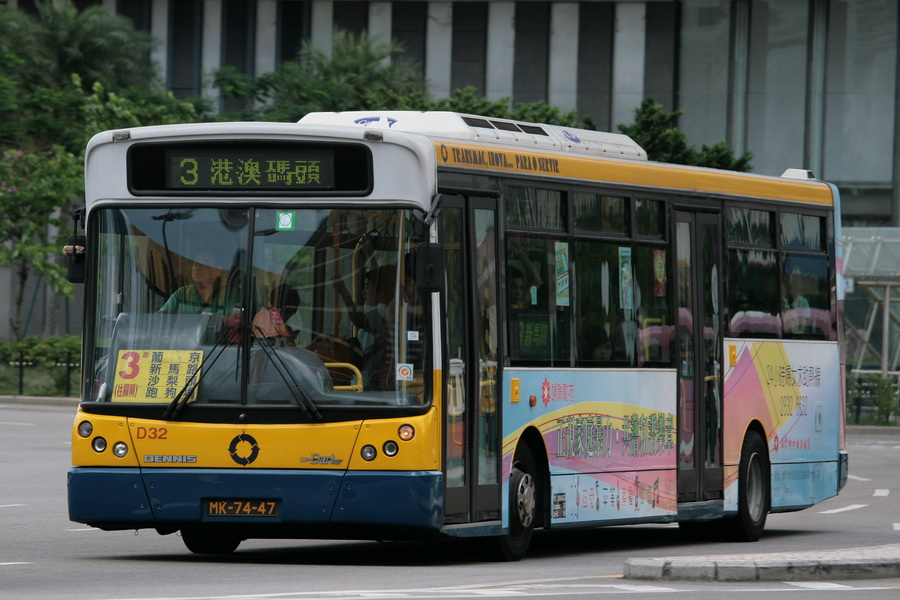
丹尼士飛鏢SLF

- 2003年11月新福利計劃購買2部MAN 24.130兩軸雙層巴士，並於翌年用作行駛本線，期後取消計劃引進雙層巴士。
- 值得一提的是，雖然本線以大車為主，但也曾出現小巴，例如單門版本三菱Rosa，也曾特見這路線（此情況多數出現在深夜收車前的班次）。
- 在農曆新年、五一、十一黃金週等節假日，新福利更會派出超過40部以上巴士來行駛本線。

在2011年8月1日前，本線常見的車款如下：
- 2005年Dennis Dart SLF11米大巴
- 2008、2009年蘇州金龍12米大巴
- 2008年蘇州金龍10米中巴（歐3排放）
- 曾特見本線車款
  - 三菱Rosa單門/雙門（多見於晚上）
  - 廈門金龍XMQ6103G 10.3米中巴
  - 蘇州金龍9.26米中巴（歐2或歐3排放）
  - 蘇州金龍9.6米中巴
  - 蘇州金龍10米中巴（歐2排放）
  - 蘇州金龍（海格）KLQ6108GQ30 10.8米大巴（在2011年7月30及31日投入行駛）
  - 黃海10.5米大巴
  - 丹尼士飛鏢9.8米中巴
  - Dennis Dart SLF10米大巴
  - 平治 O814中巴
  - 猛獅13.230大巴
  - 五十鈴JCR460ZZ大巴
- 在2011年8月2日至28日期間，新福利支援維澳蓮運巴士公司，初期使用蘇州金龍12米大巴、Dennis Dart SLF 11米（有時派出10米）及海格10.66米（輪椅版KLQ6108GQ30及非輪椅版KLQ6108GQ28）巴士，後期全部改用新投入服務的海格KLQ6108GQ30 10.66米的巴士。

### 維澳蓮運時期

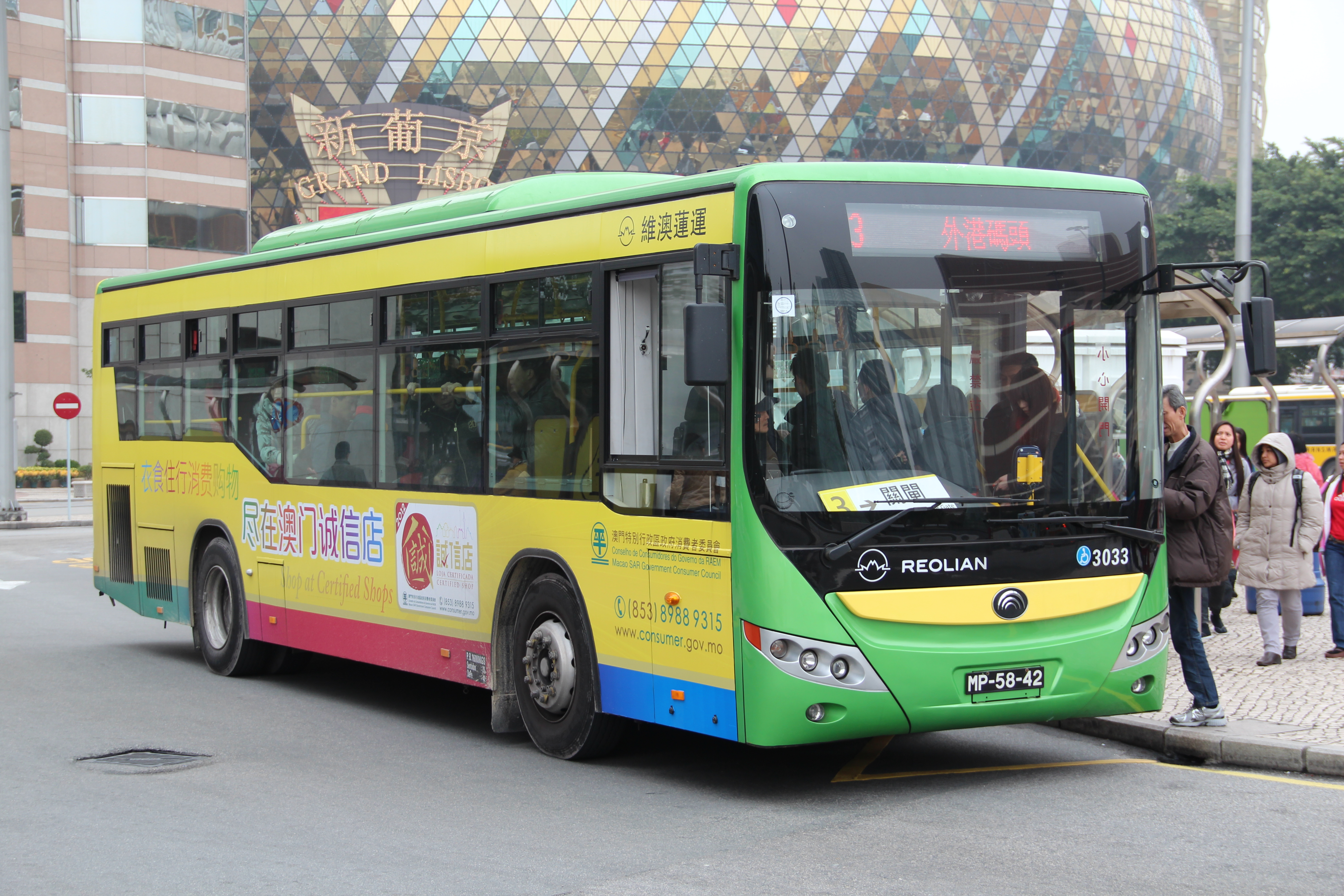
由2011年8月1日起，改用宇通ZK6118HGE巴士行駛本線。
- 維澳蓮運營運本線初期，曾一度使用宇通中巴行駛。
- 在2011年9月份開學週期間，維澳蓮運總共派出25部巴士行駛本線，為維澳蓮運營運本線以來投入最多巴士路線行駛。
- 2013年11月，維澳蓮運引入一台原為香港九龍巴士訂單的宇通ZK6128HG1歐五12米大巴作測試，但於此車測試至到該年11月30日後退回代理商。

### 新時代時期

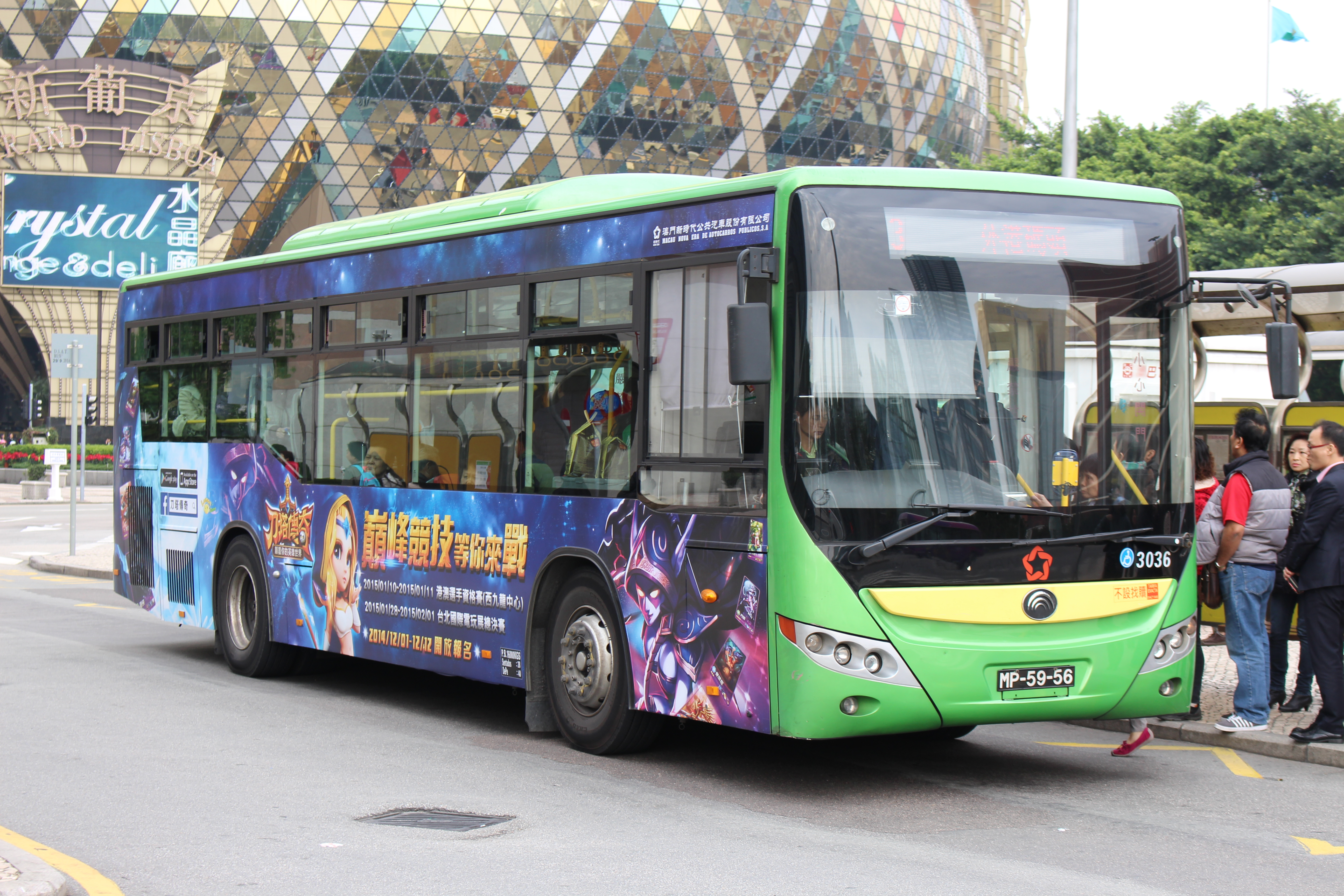
2014年7月1日起，仍然使用2011年宇通ZK6118HGE大巴。
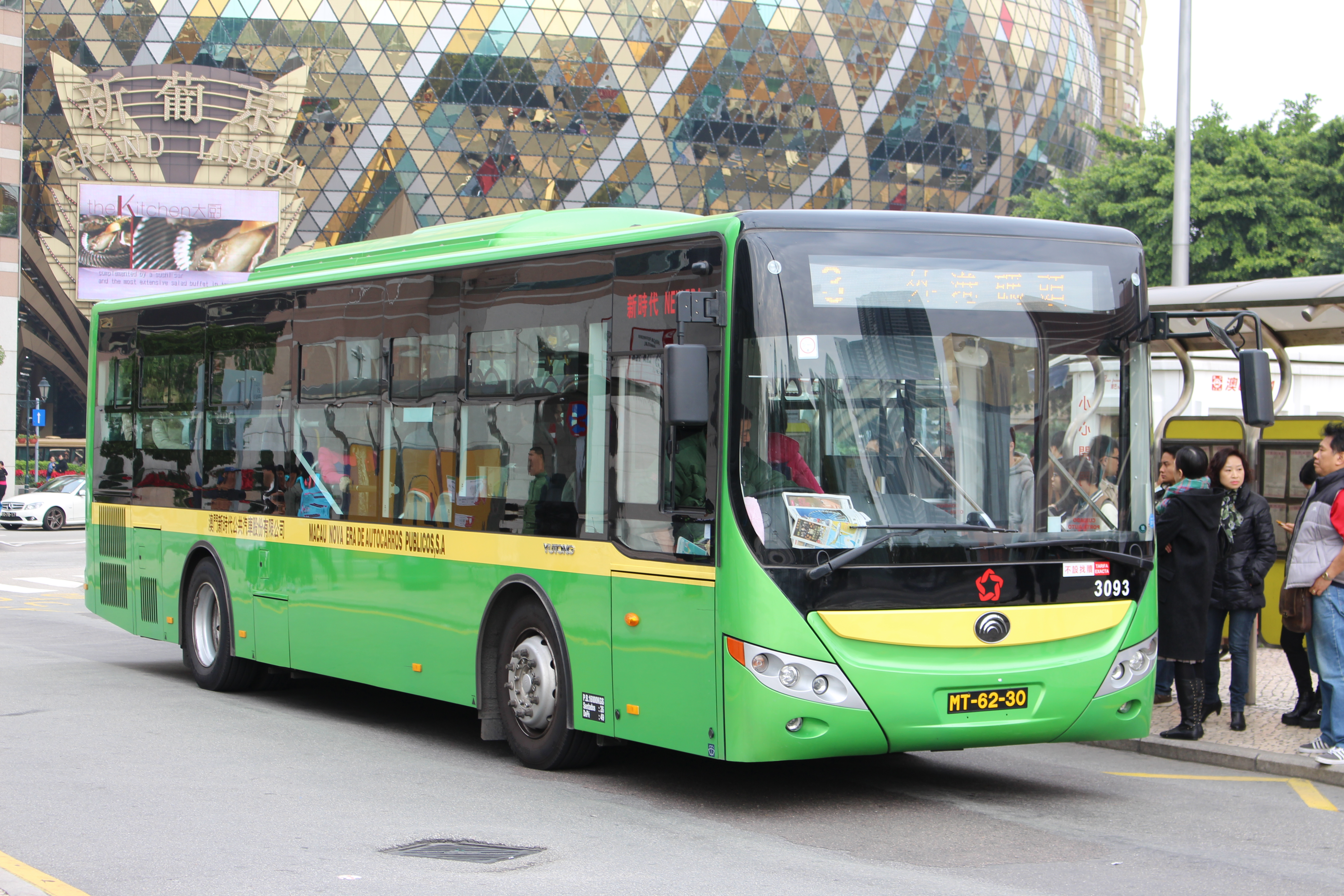
2014年11月至12月期間，首周有1台全新宇通歐四ZK6118HGE 10.8米行駛本線，其餘9台全新巴士行駛其它路線，第二個星期全數10台宇通歐四ZK6118HGE 10.8米全新大巴投入行駛本線。
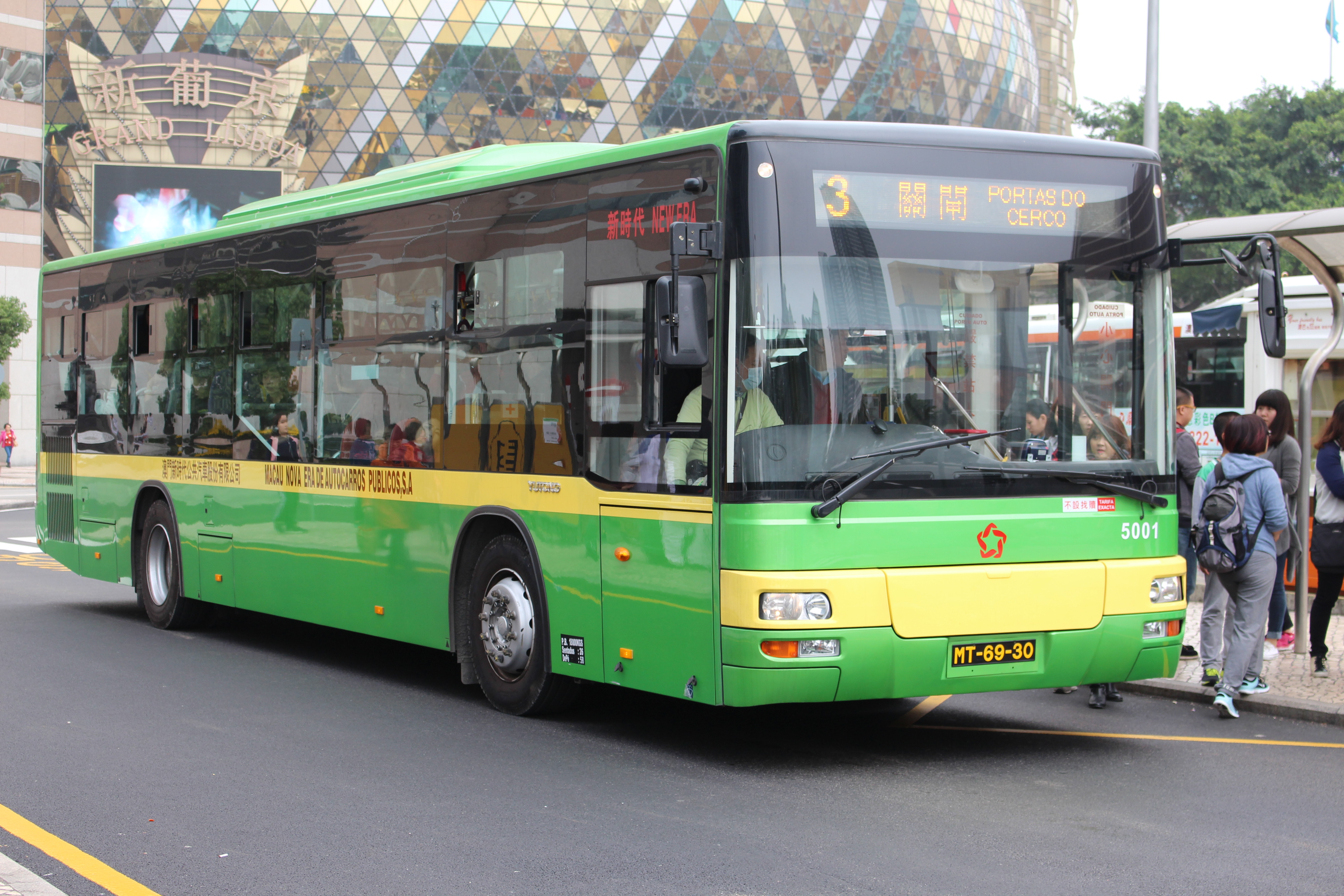
2015年1月份起，開始大部分改用宇通ZK6128HGE 12米大巴，少量使用2011年宇通ZK6118HGE大巴。
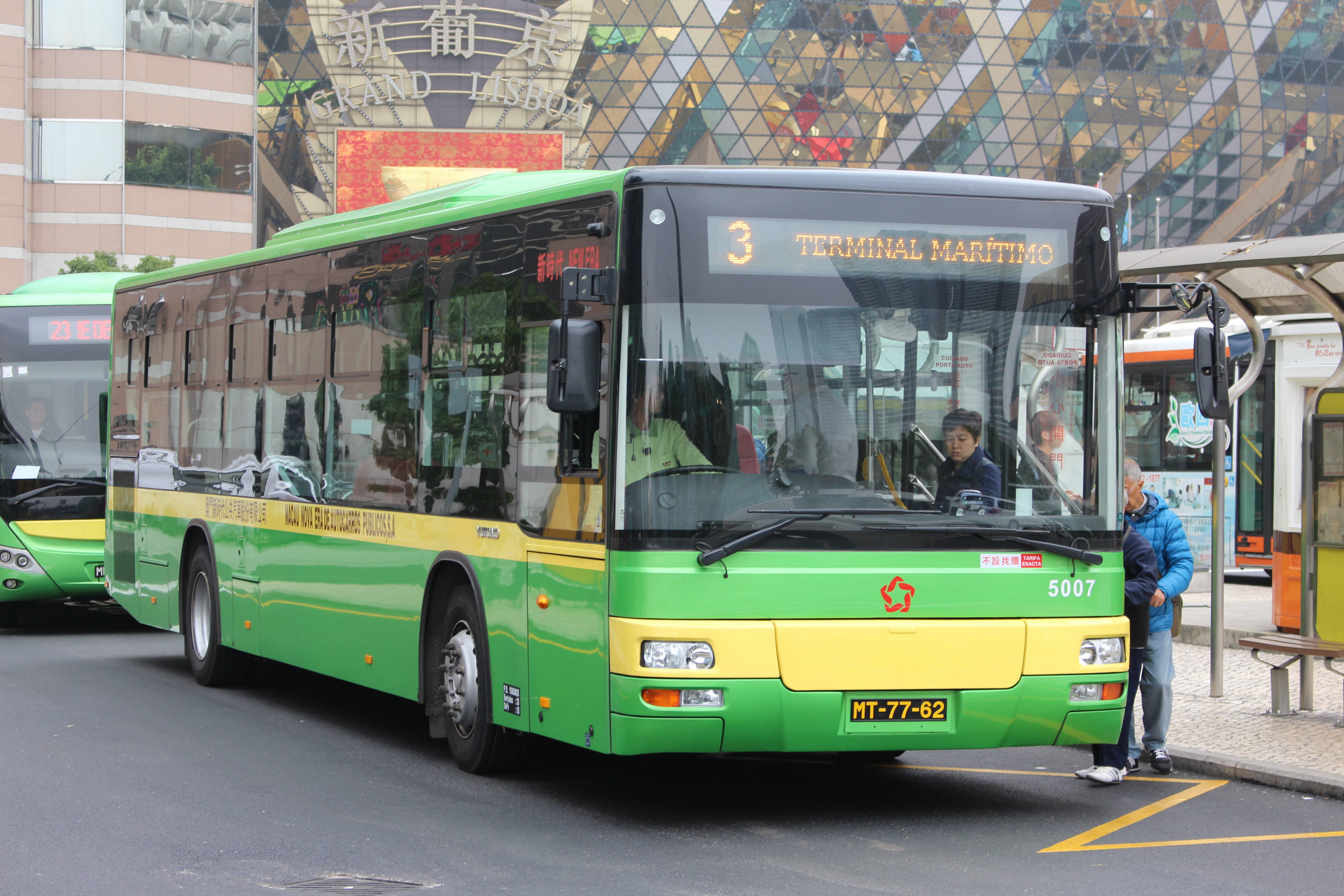
2015年12月28日，再有全新一批宇通ZK6128HGE 12米大巴投入服務行駛本線。
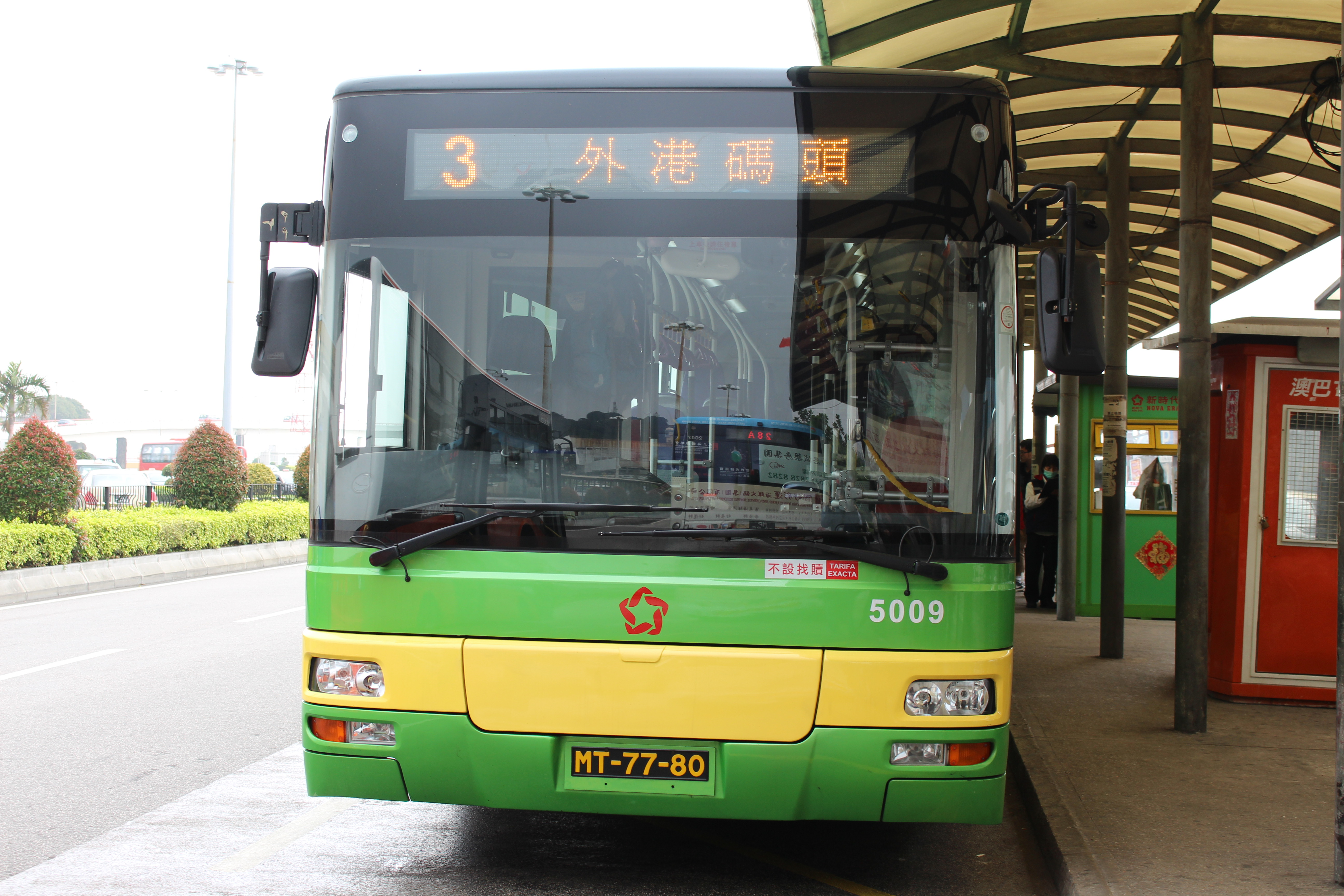
2016年4月初，新時代向宇通租借ZK6140HGA 13.7米及ZK6180HGAA 18米鉸接巴士測試車在1、3、3X、10、59等路線進行不載客測試，試車試驗使用該車款的可能性，結果比預期理想，並一度在4月14日招標引進13.7米及18米巴士行駛本線，由宇通客車中標，期後訂單取消。
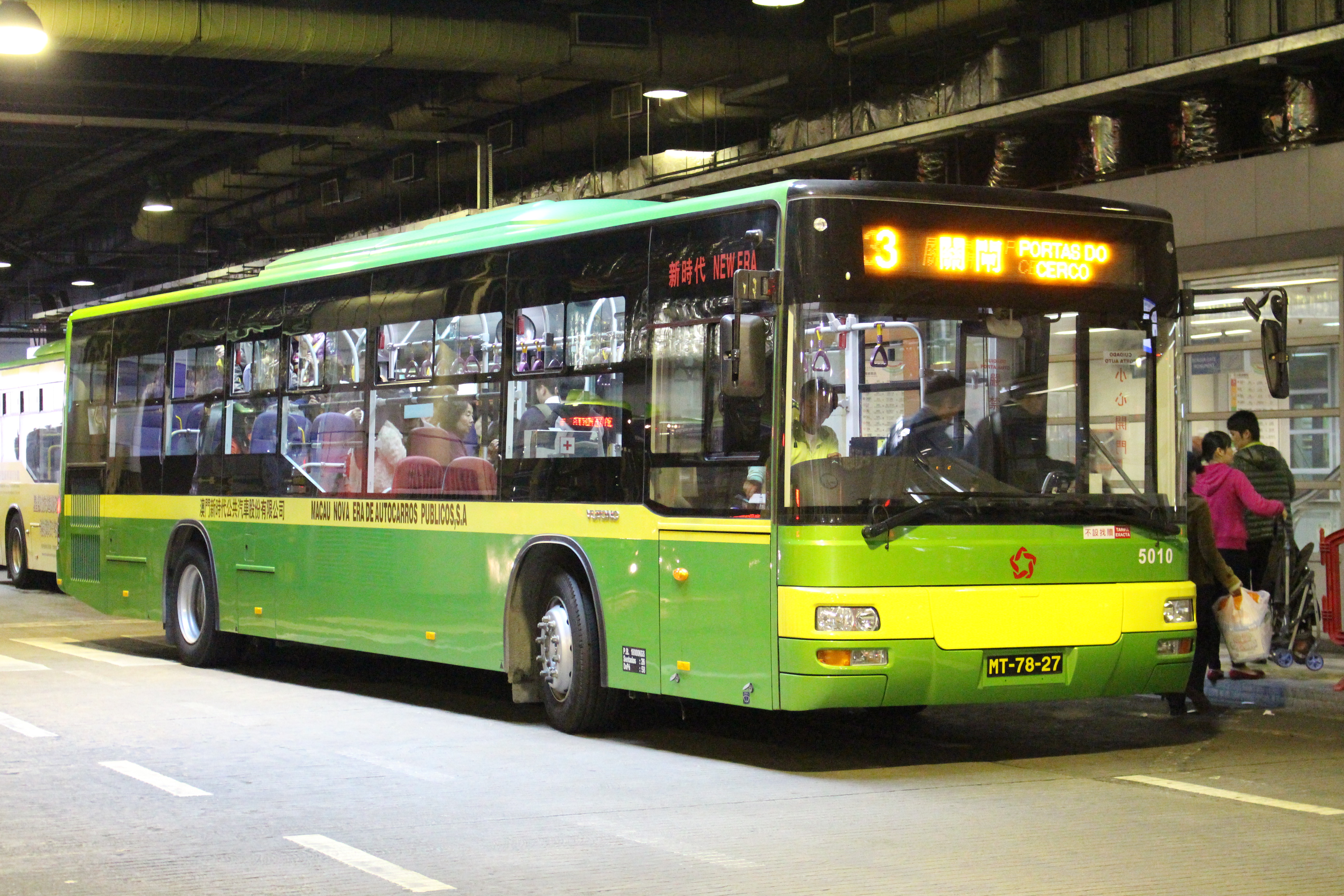
2016年11月14日，再有新一批宇通ZK6115HG1投入服務行駛本線，數量有1-2部。
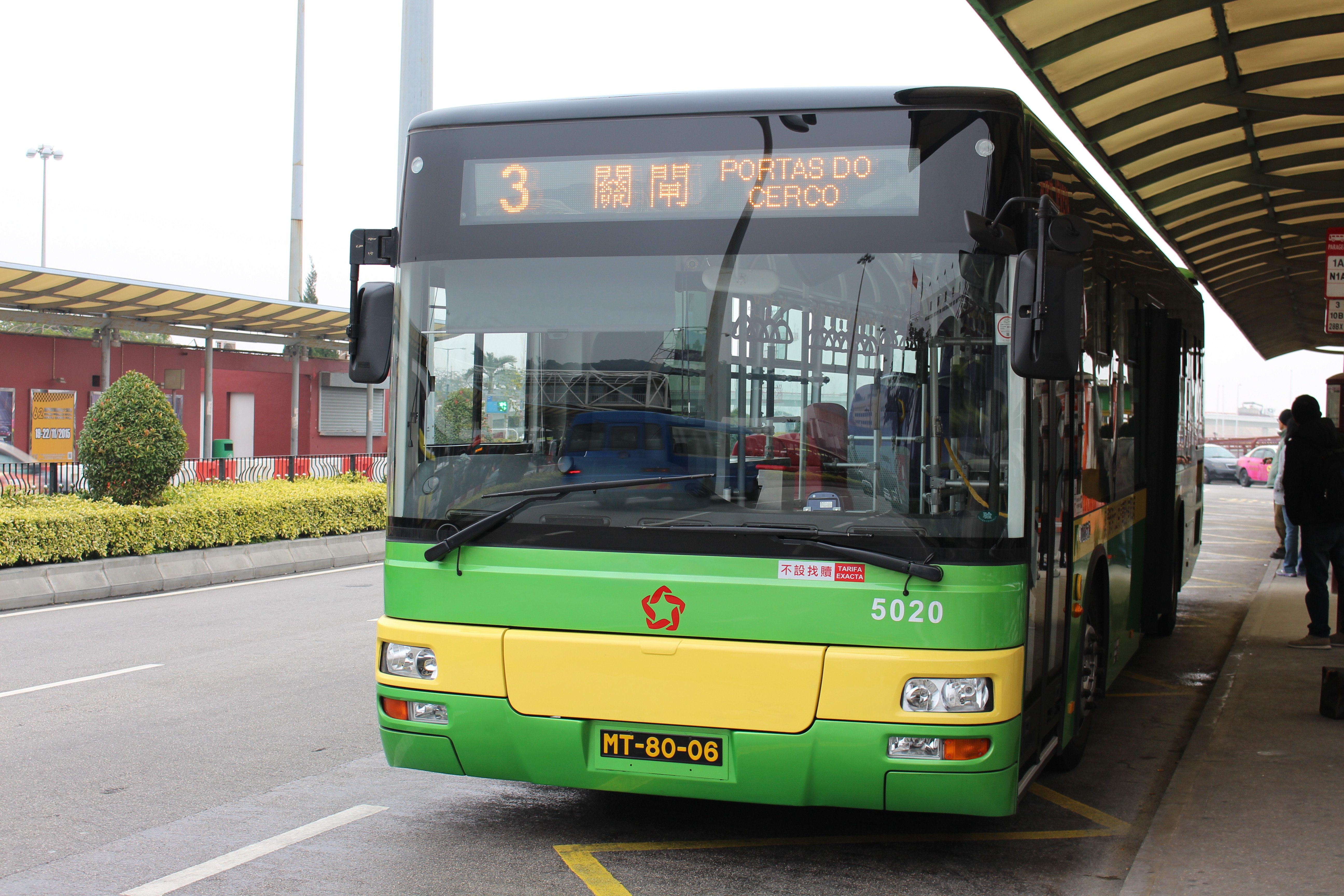
2017年8月31日，再有新一批宇通ZK6105HG
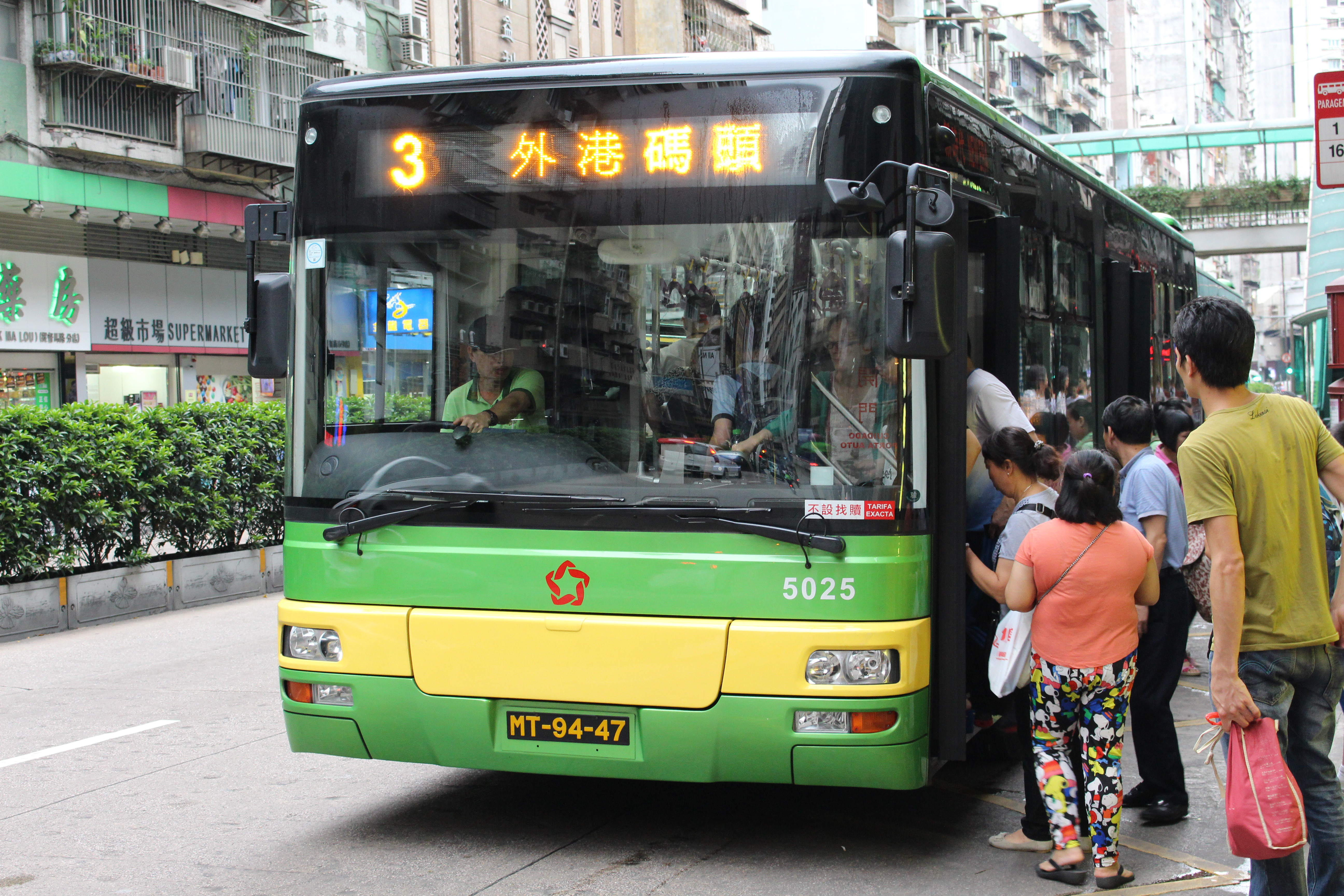
2017年12月12日，金旅XML6105J15大巴投入服務，其中1部行駛本線。

在2016年11月14日後，本線常見的車款如下：
- 宇通ZK6128HGE爲主車
- 宇通ZK6115HG1為次車
- 宇通ZK6118HGE爲次車
- 宇通ZK6105HG為次車
- 在春節和國慶黃金週，曾派出宇通ZK6902HG中巴、宇通ZK6128HNGE天然氣大巴行駛。

### 澳巴時期
2022年2月28日前：

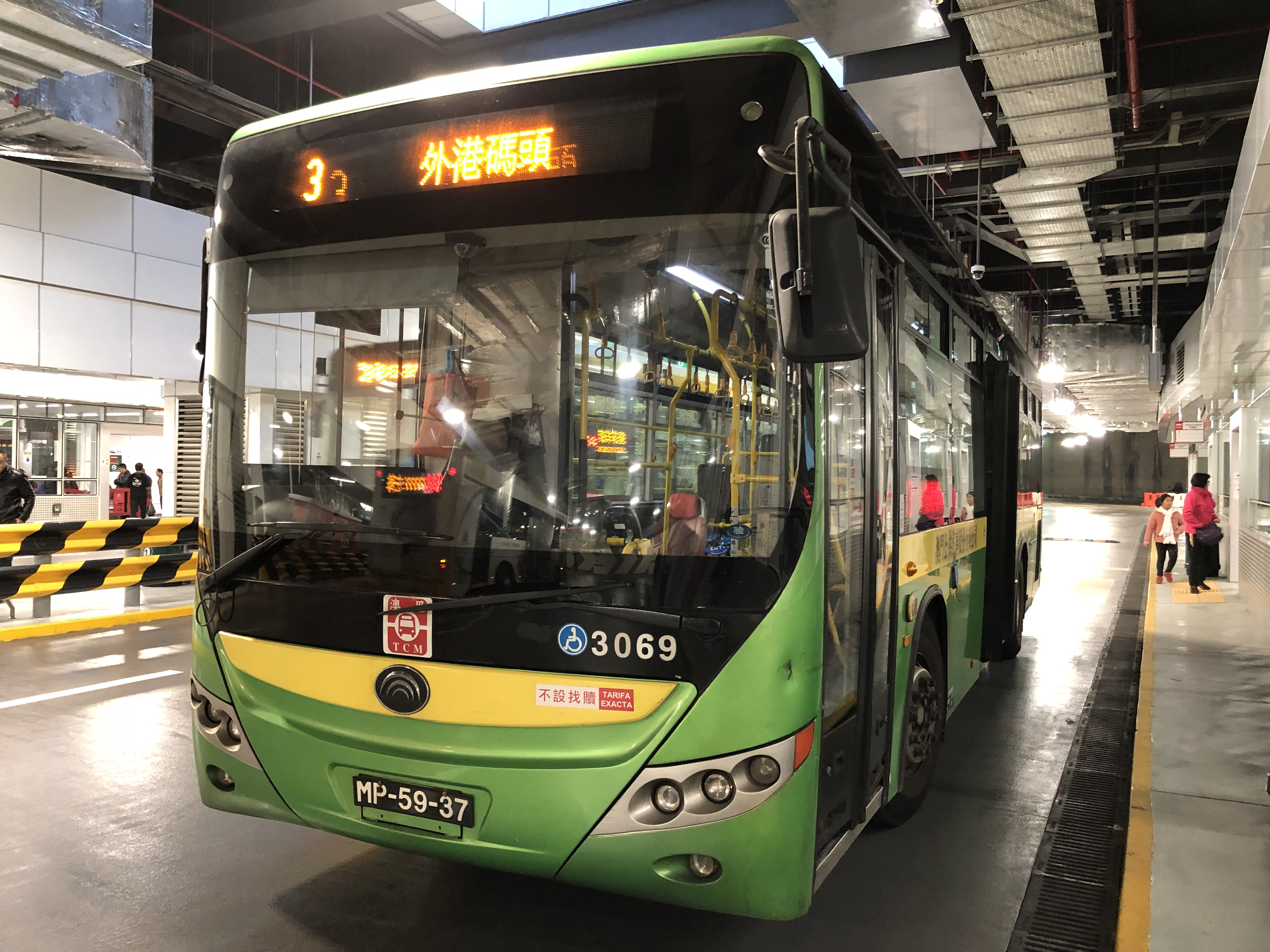
宇通ZK6128HGE
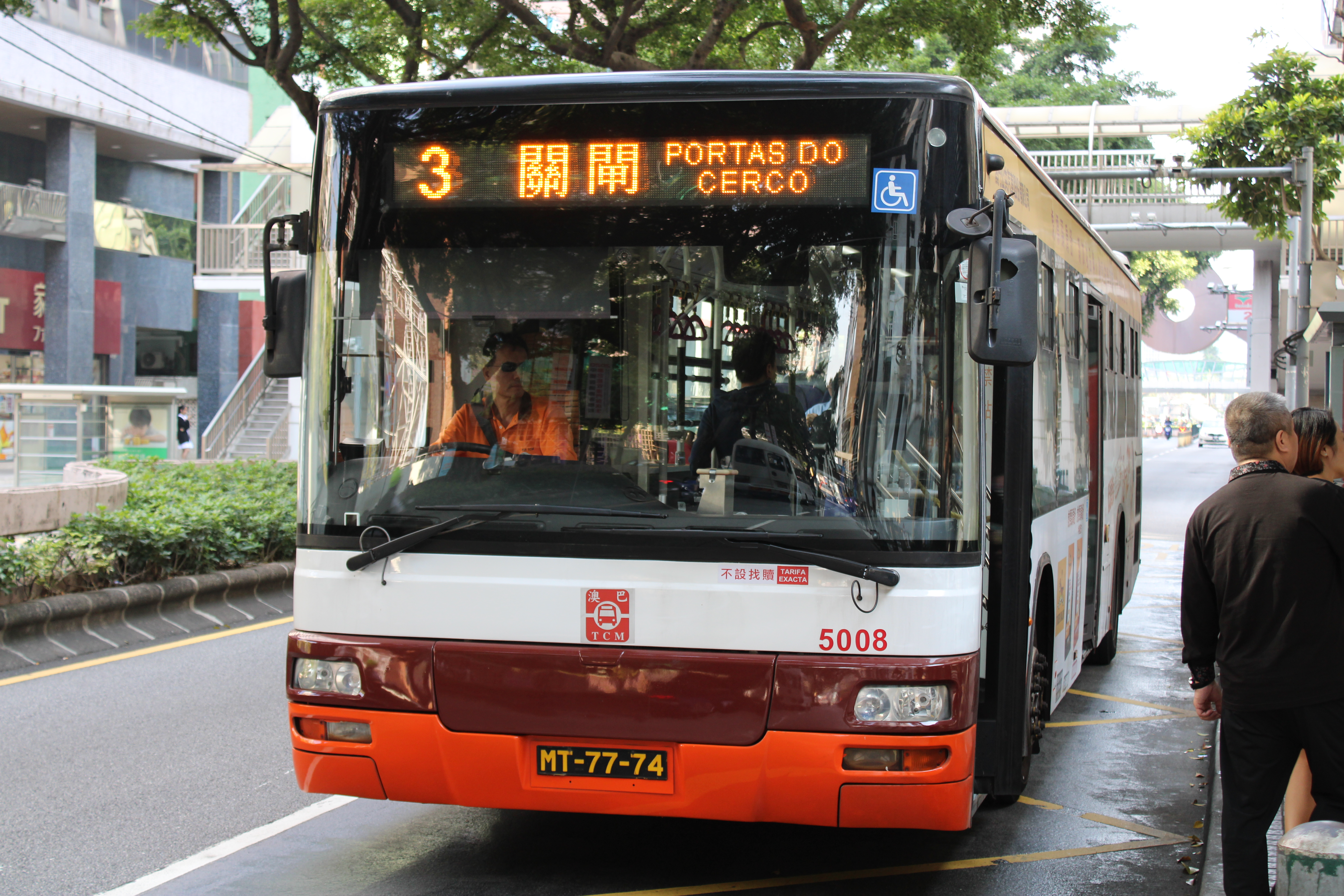
宇通ZK6115HG1
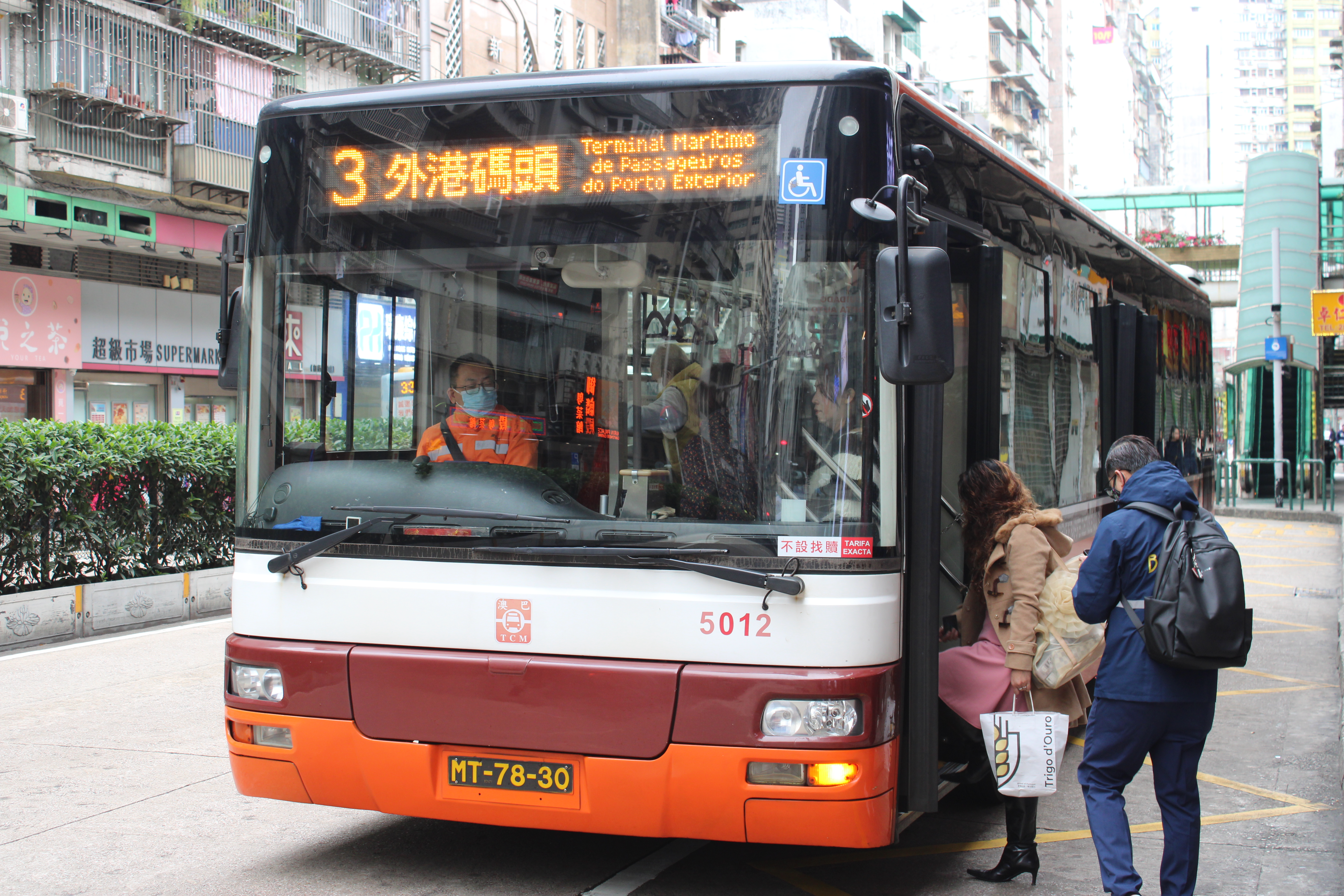
宇通ZK6118HGE
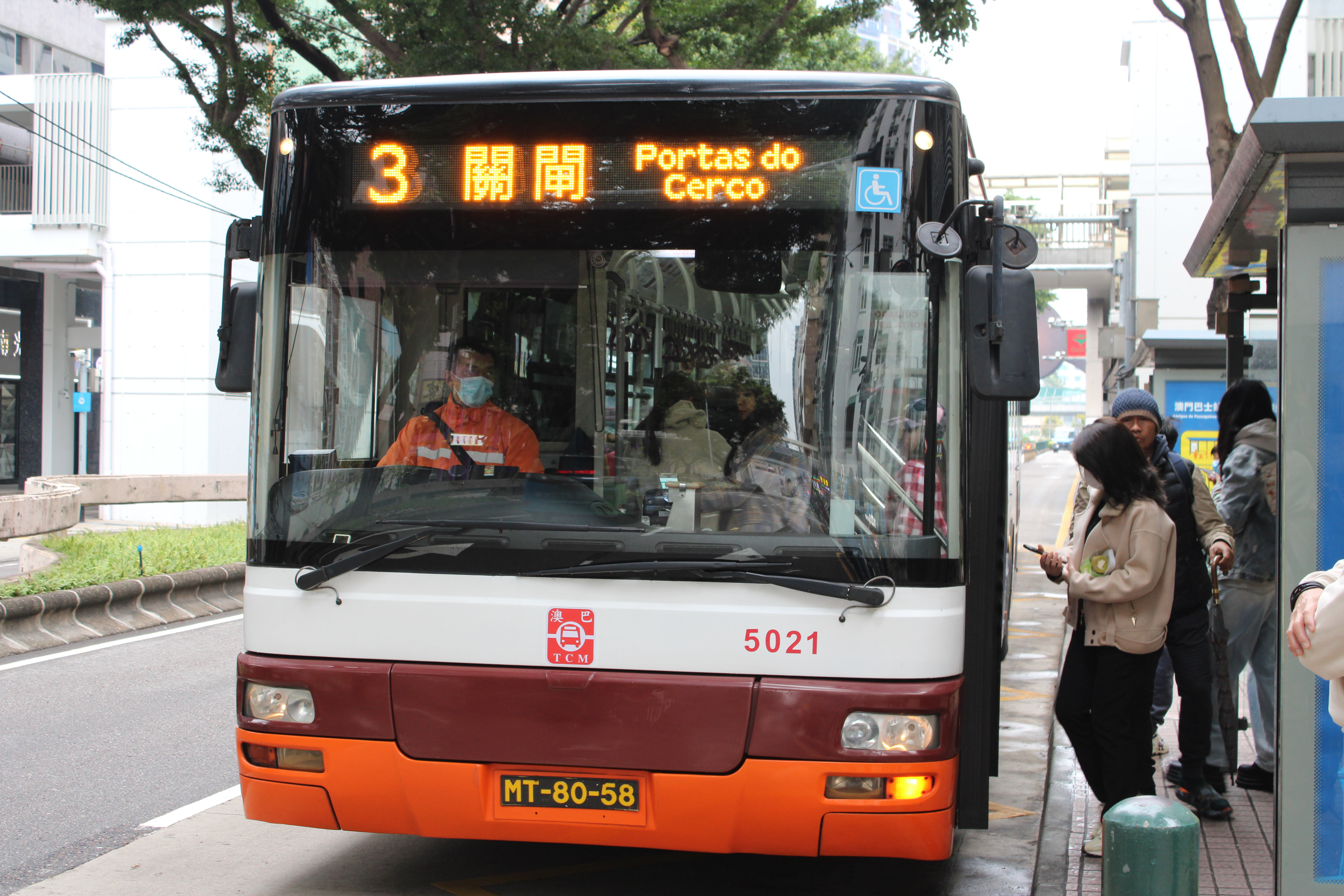
宇通ZK6105HG
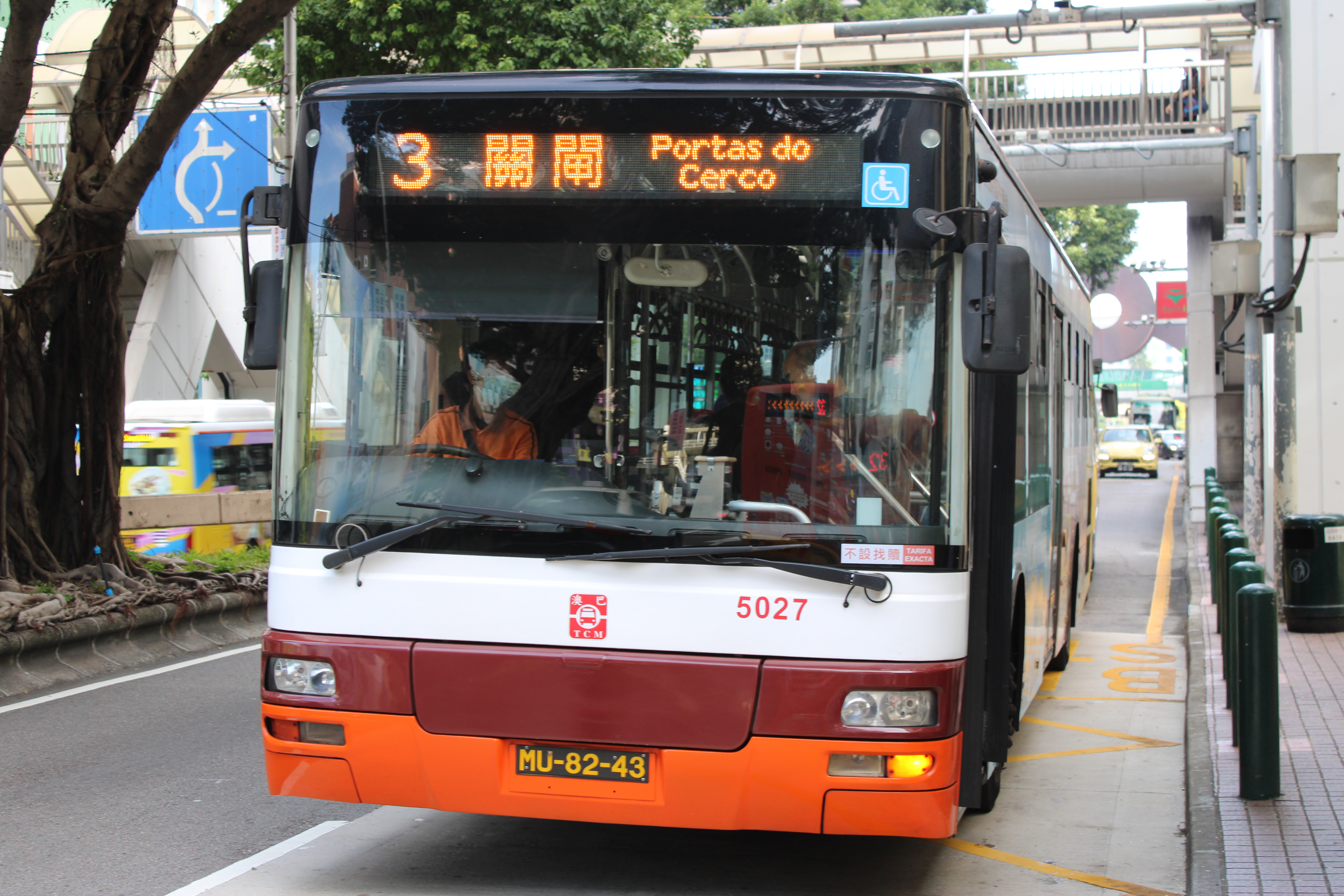
宇通ZK6128HGE
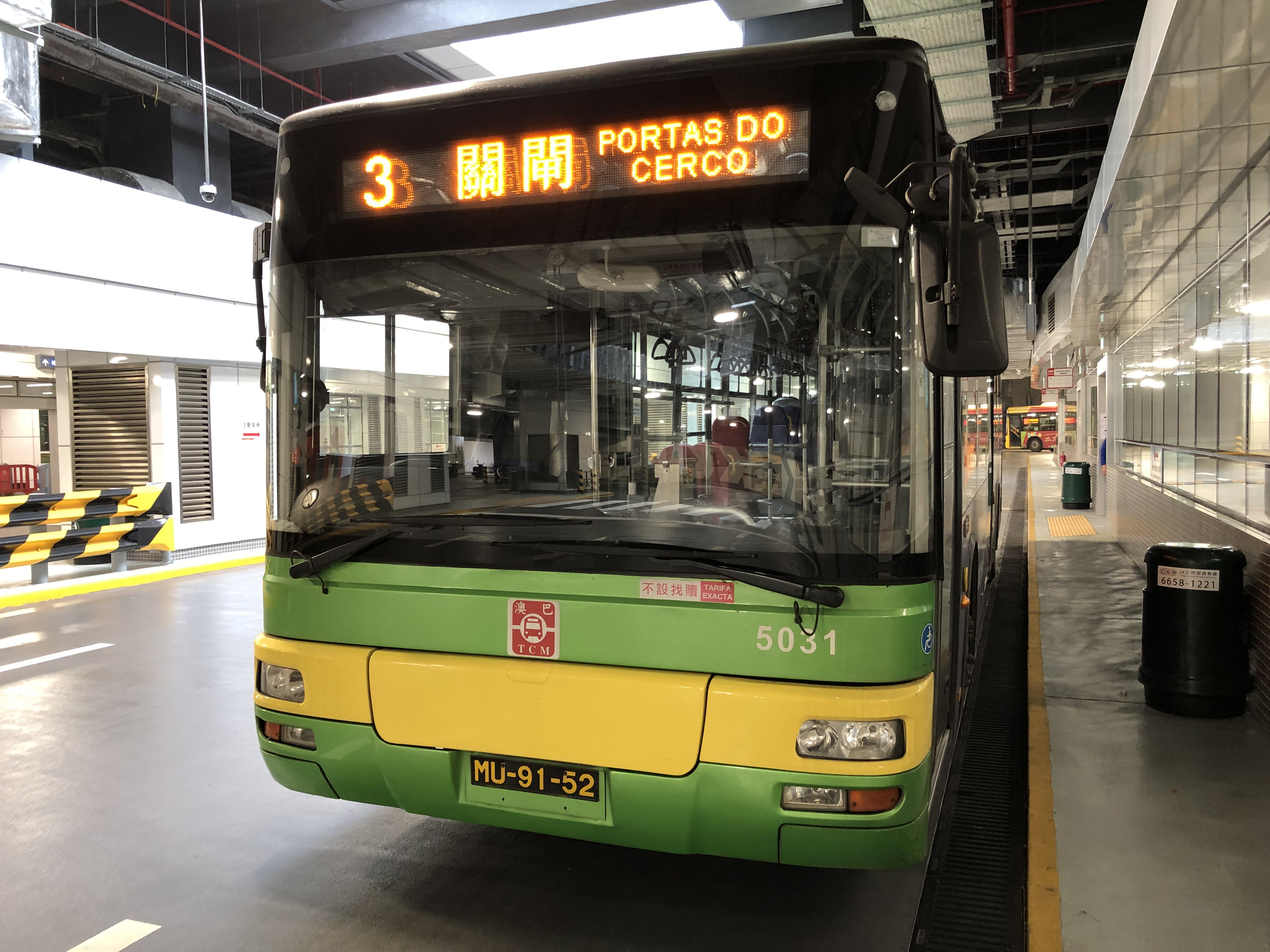
宇通ZK6128HGE
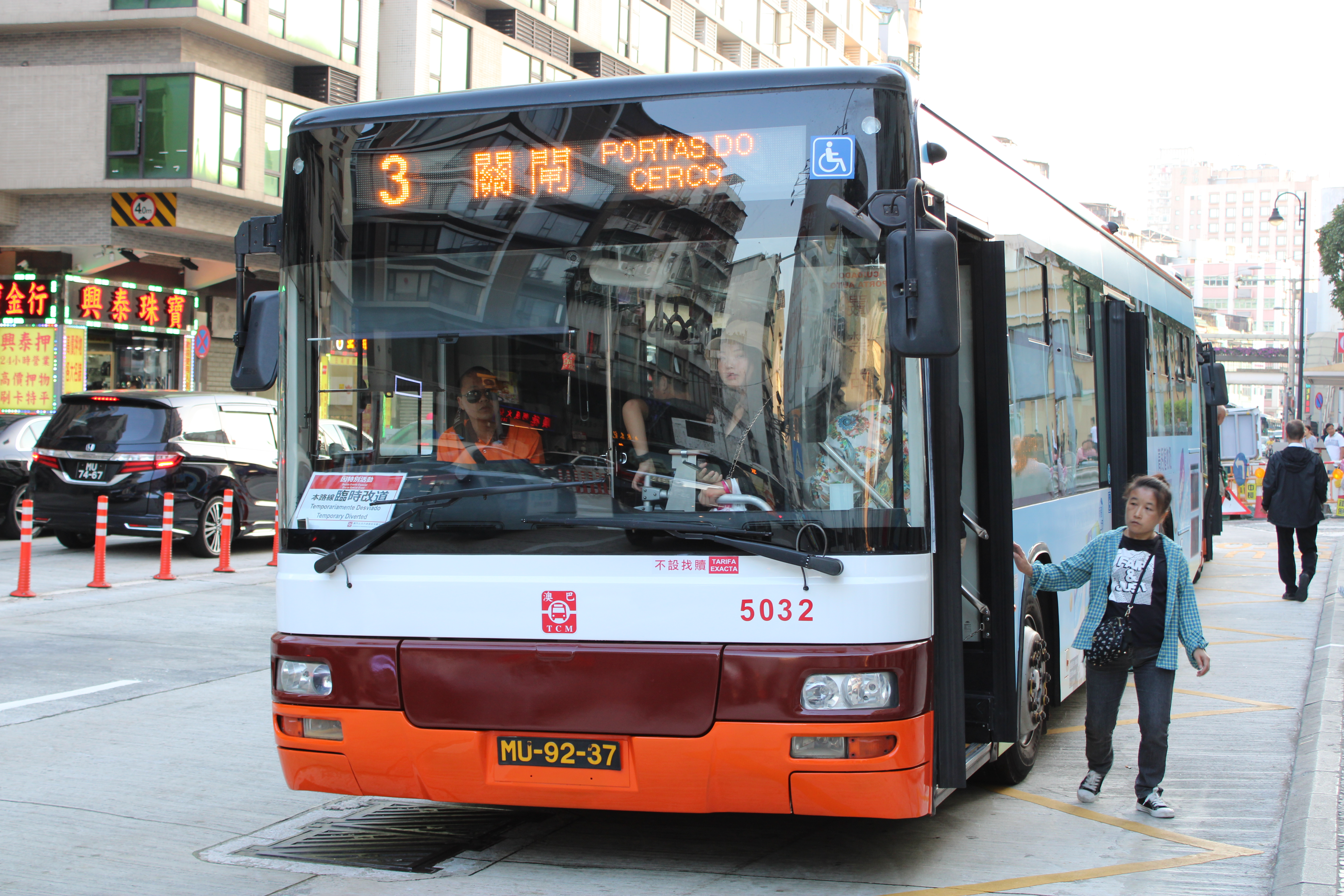
宇通ZK6128HGE
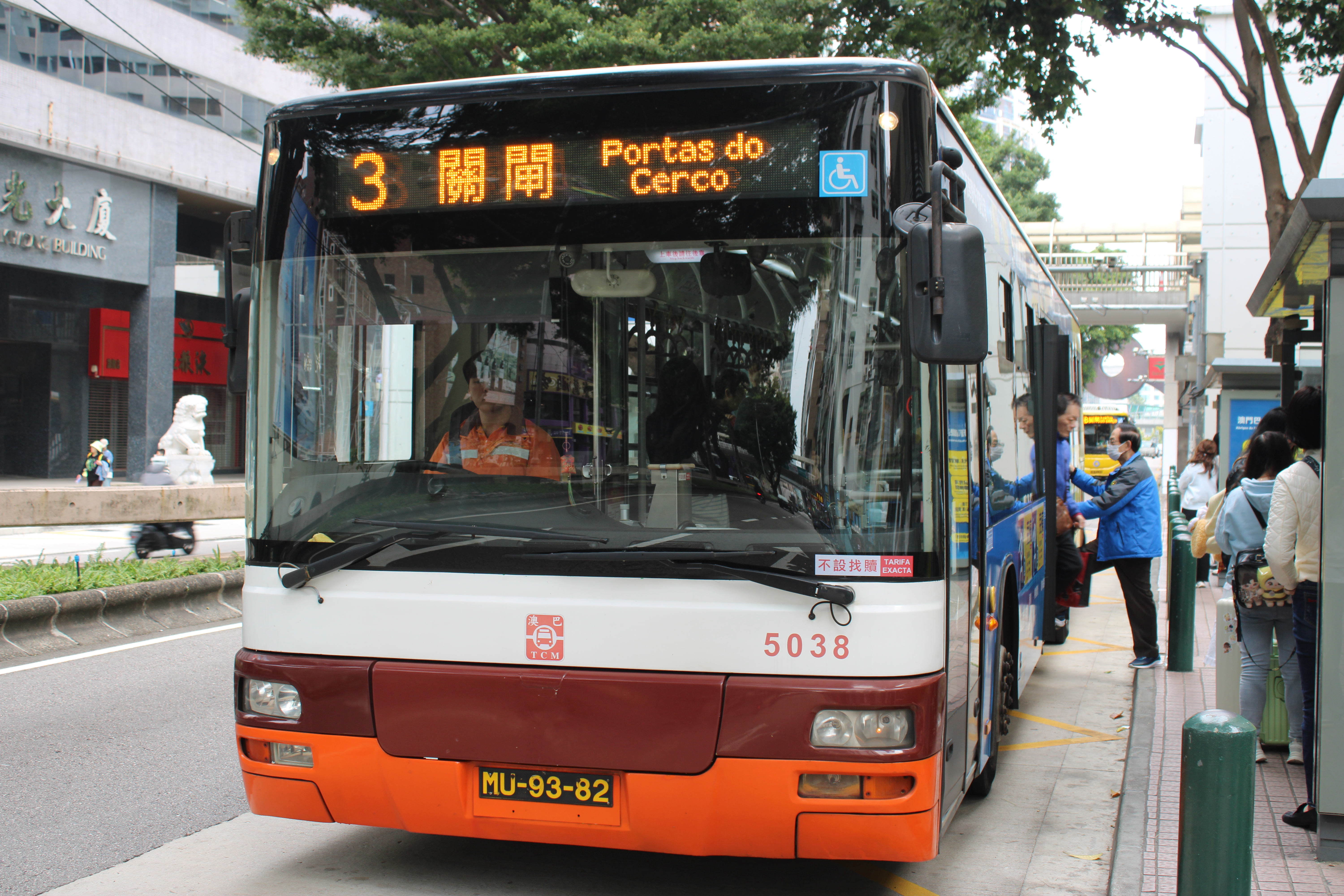
宇通ZK6128HGE
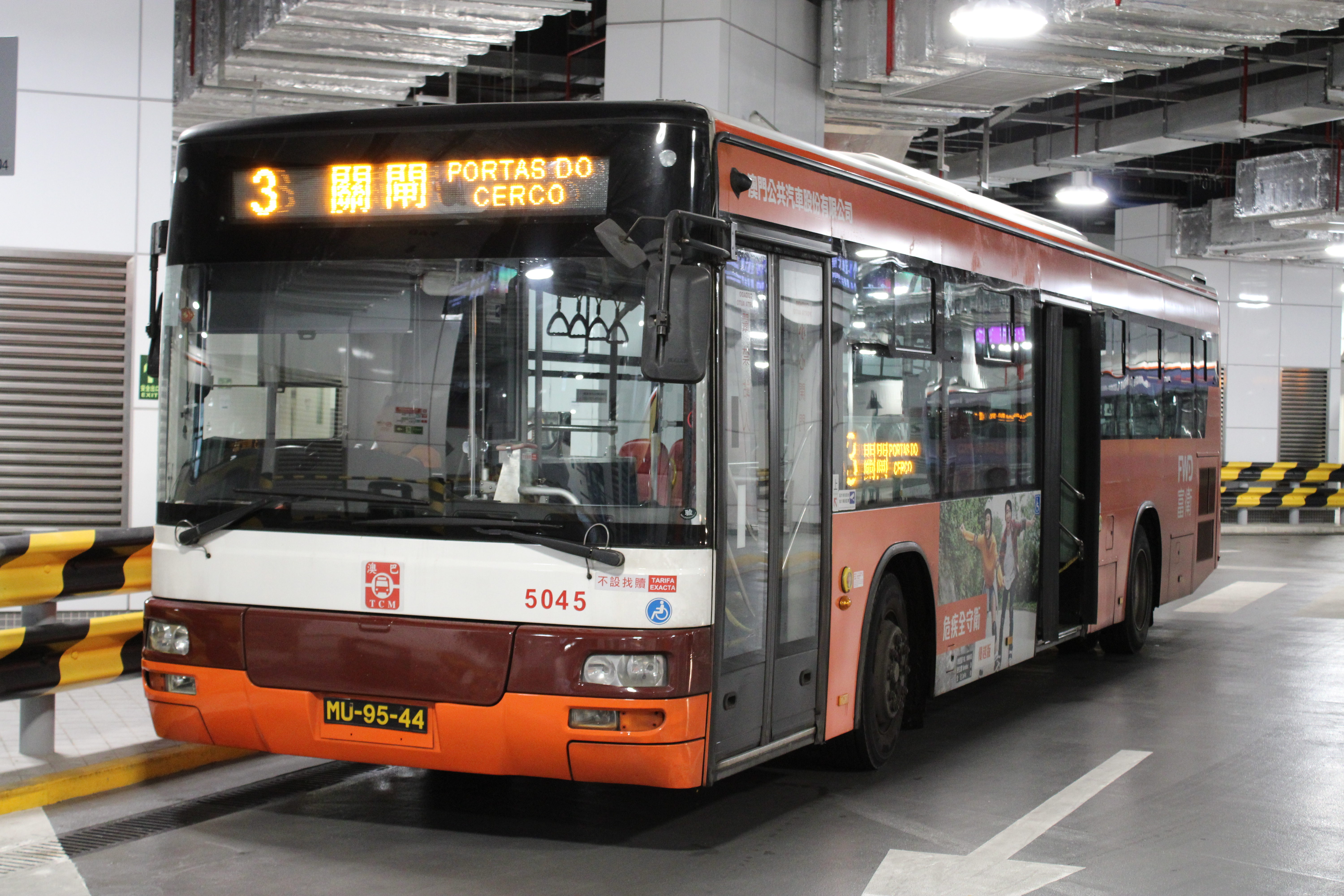
宇通ZK6128HGE
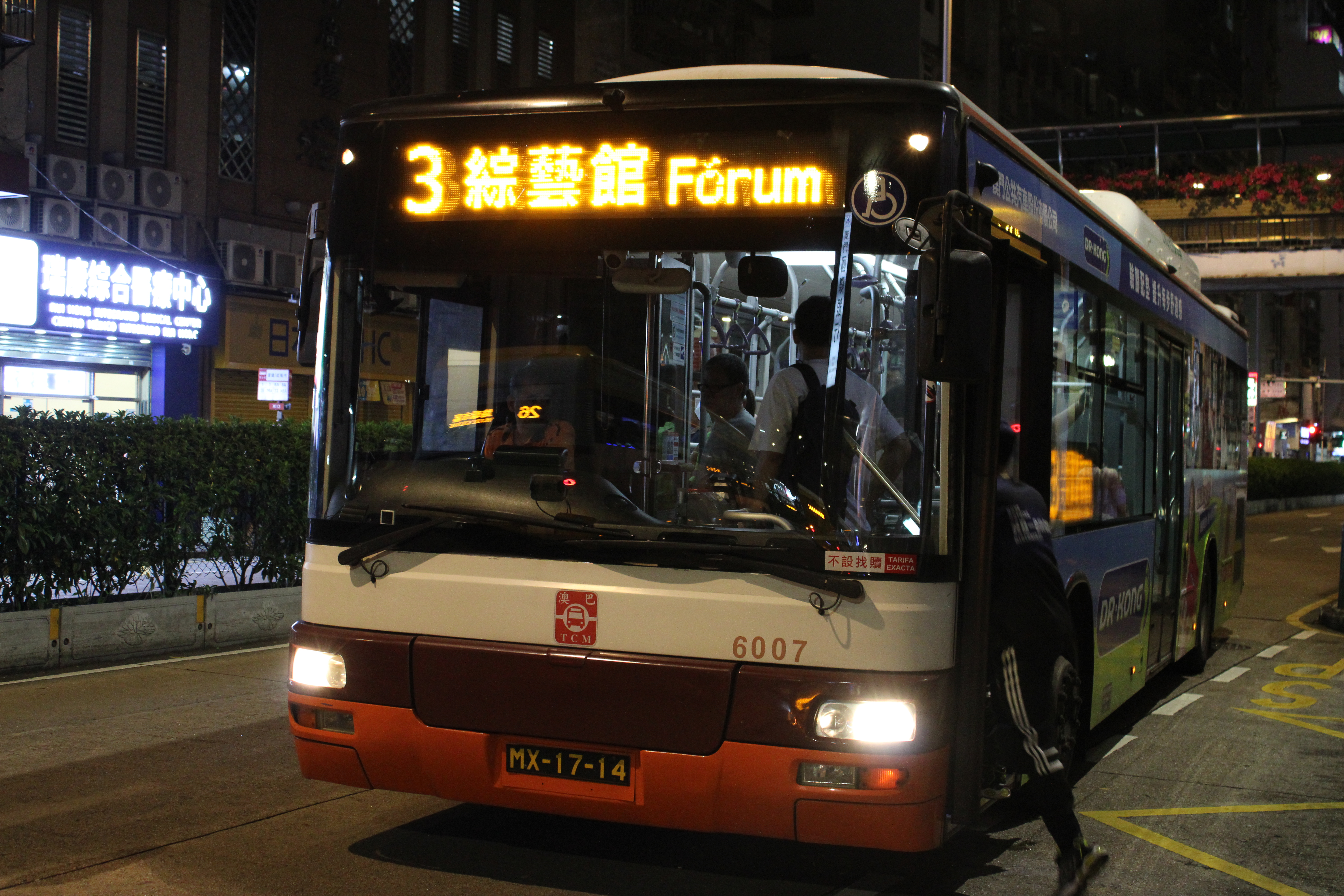
宇通ZK6125HNG
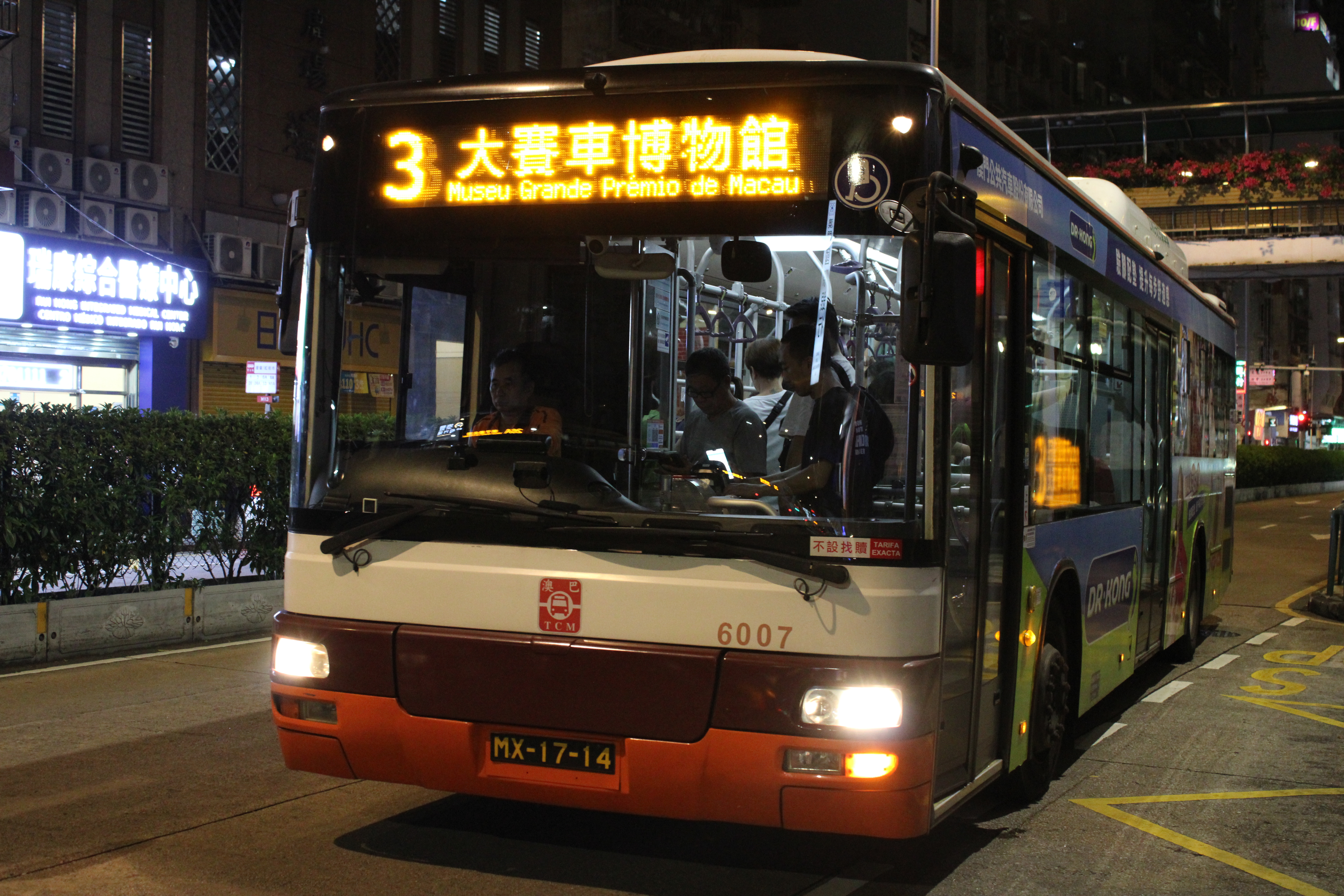
宇通ZK6125HNG
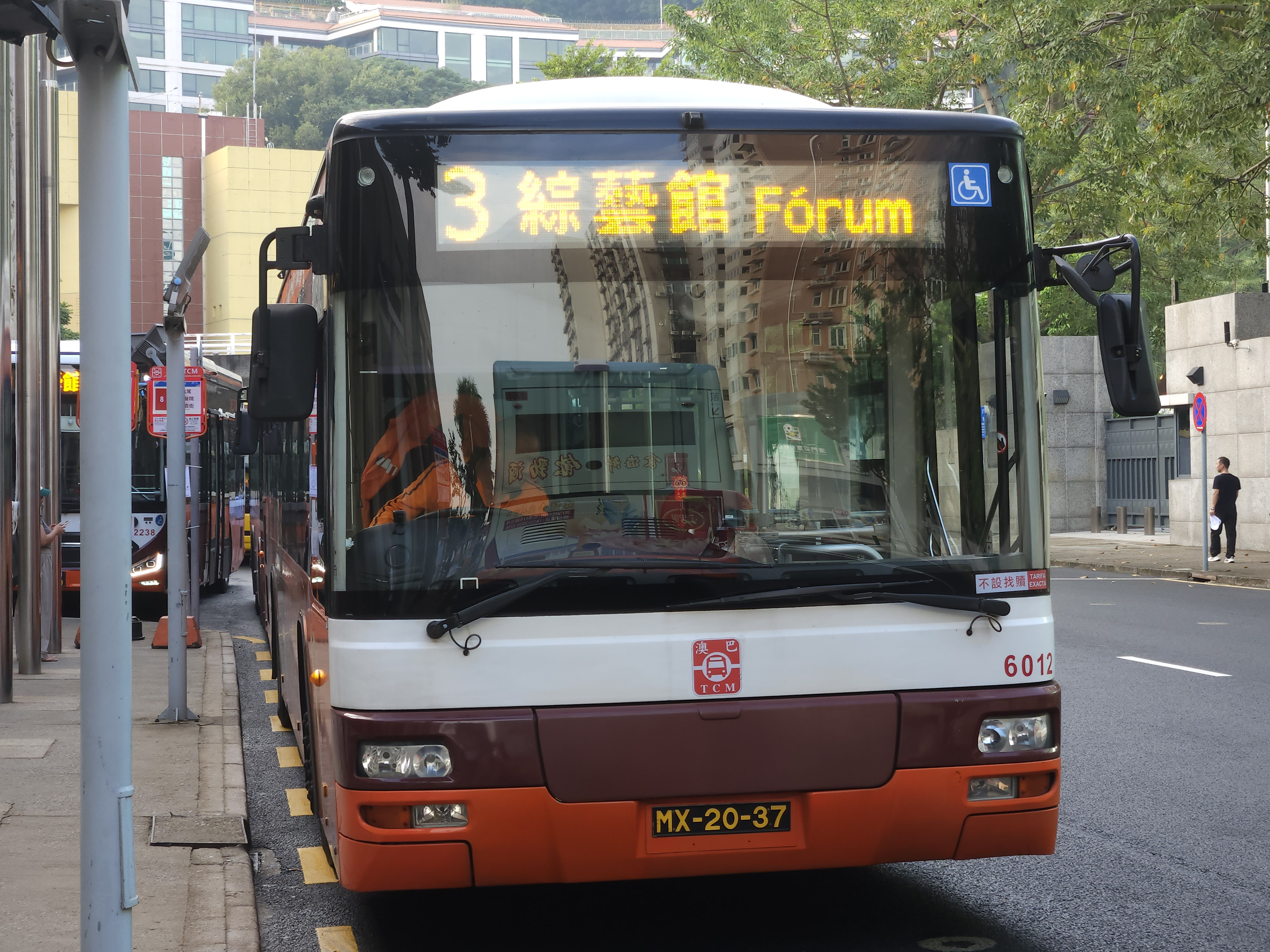
宇通ZK6125HNG
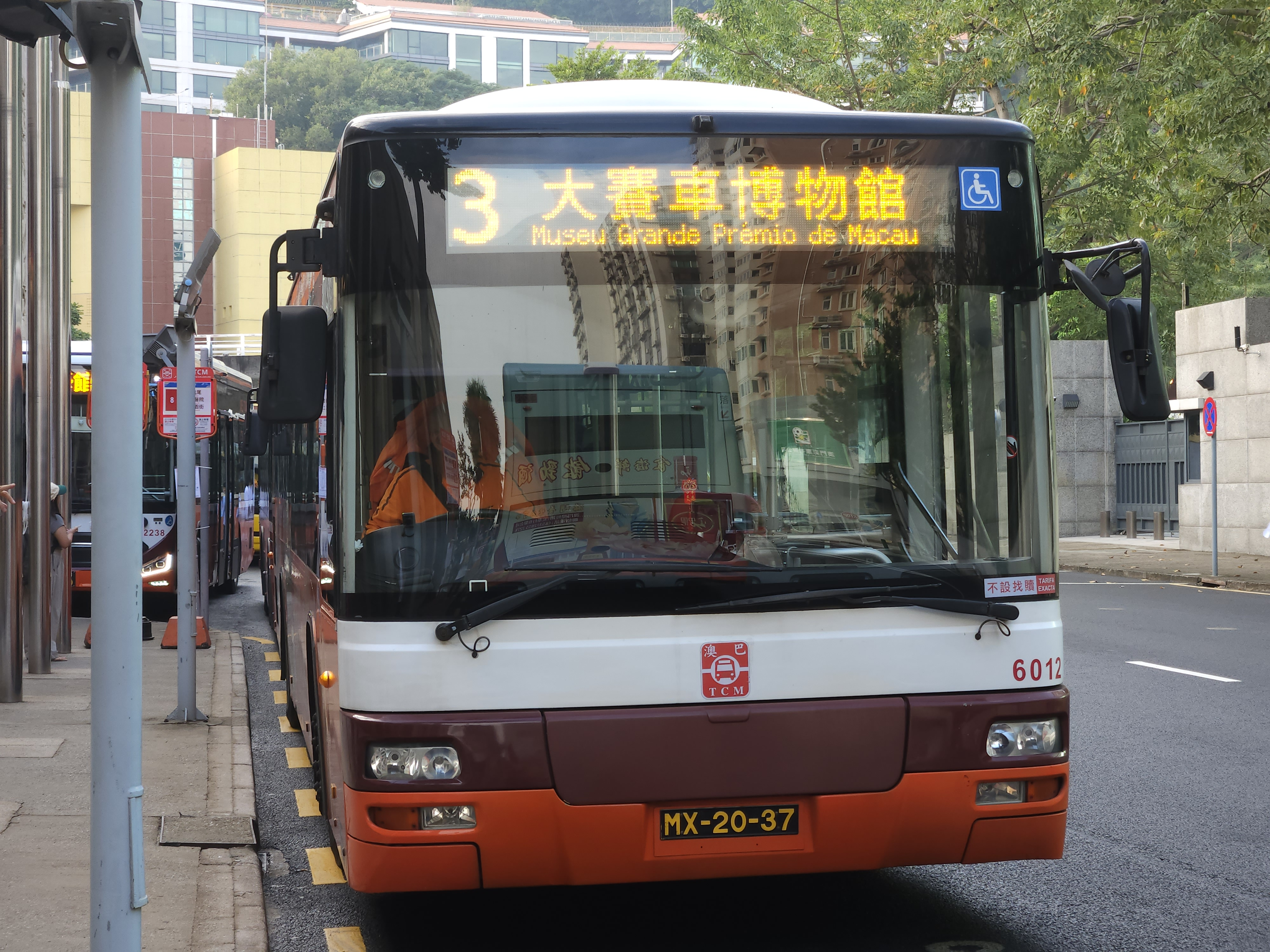
宇通ZK6125HNG
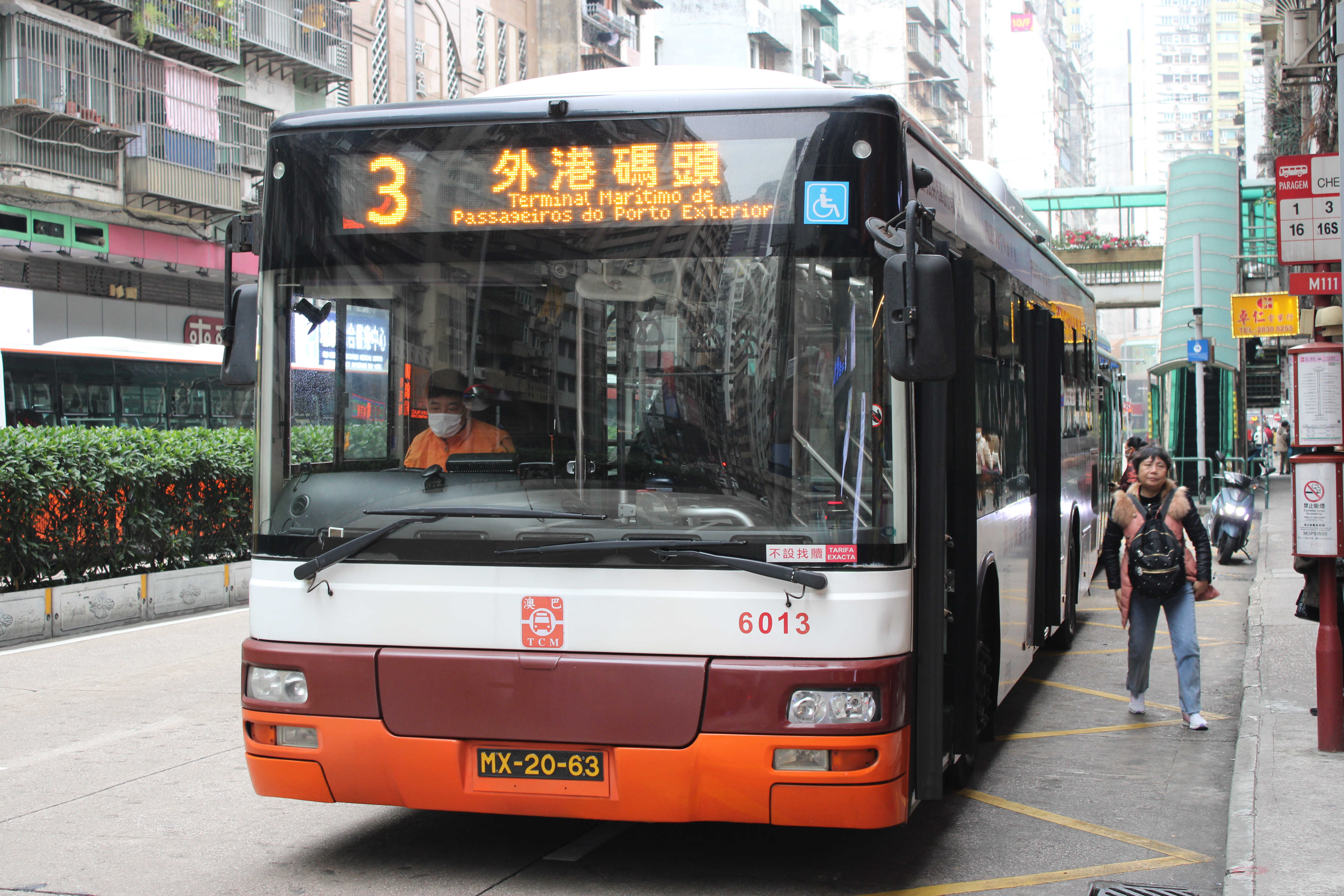
宇通ZK6125HNG
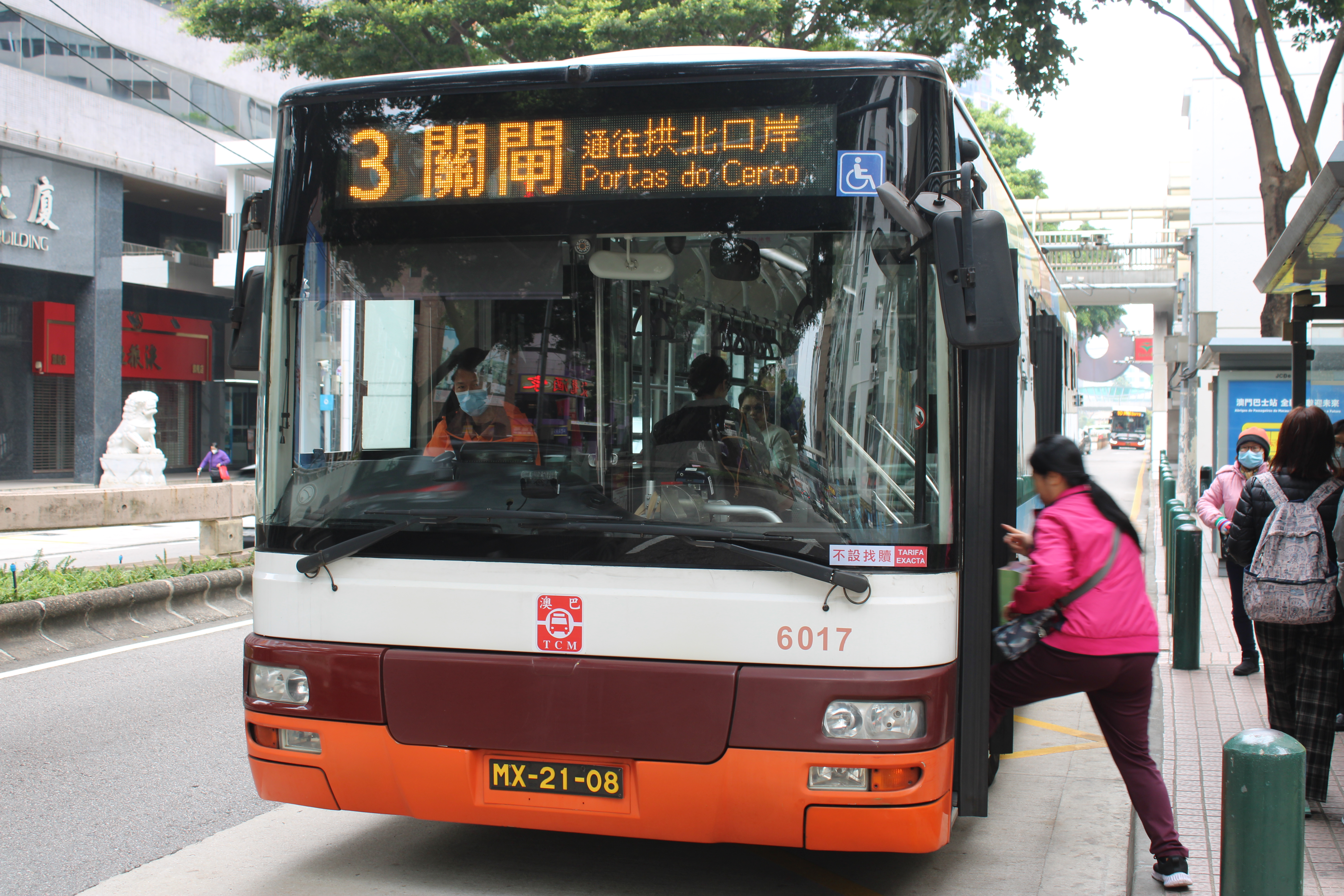
宇通ZK6125HNG
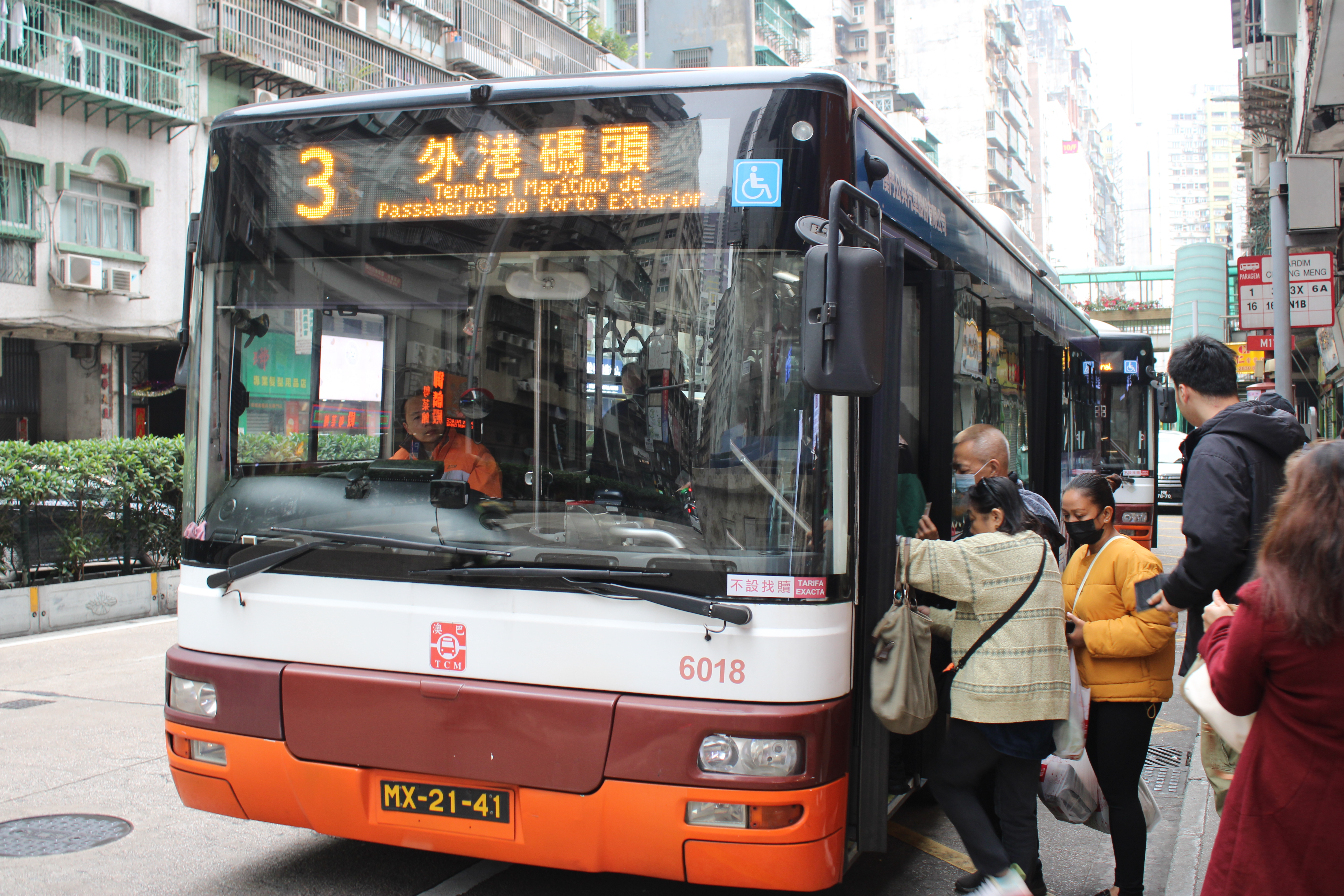
宇通ZK6125HNG
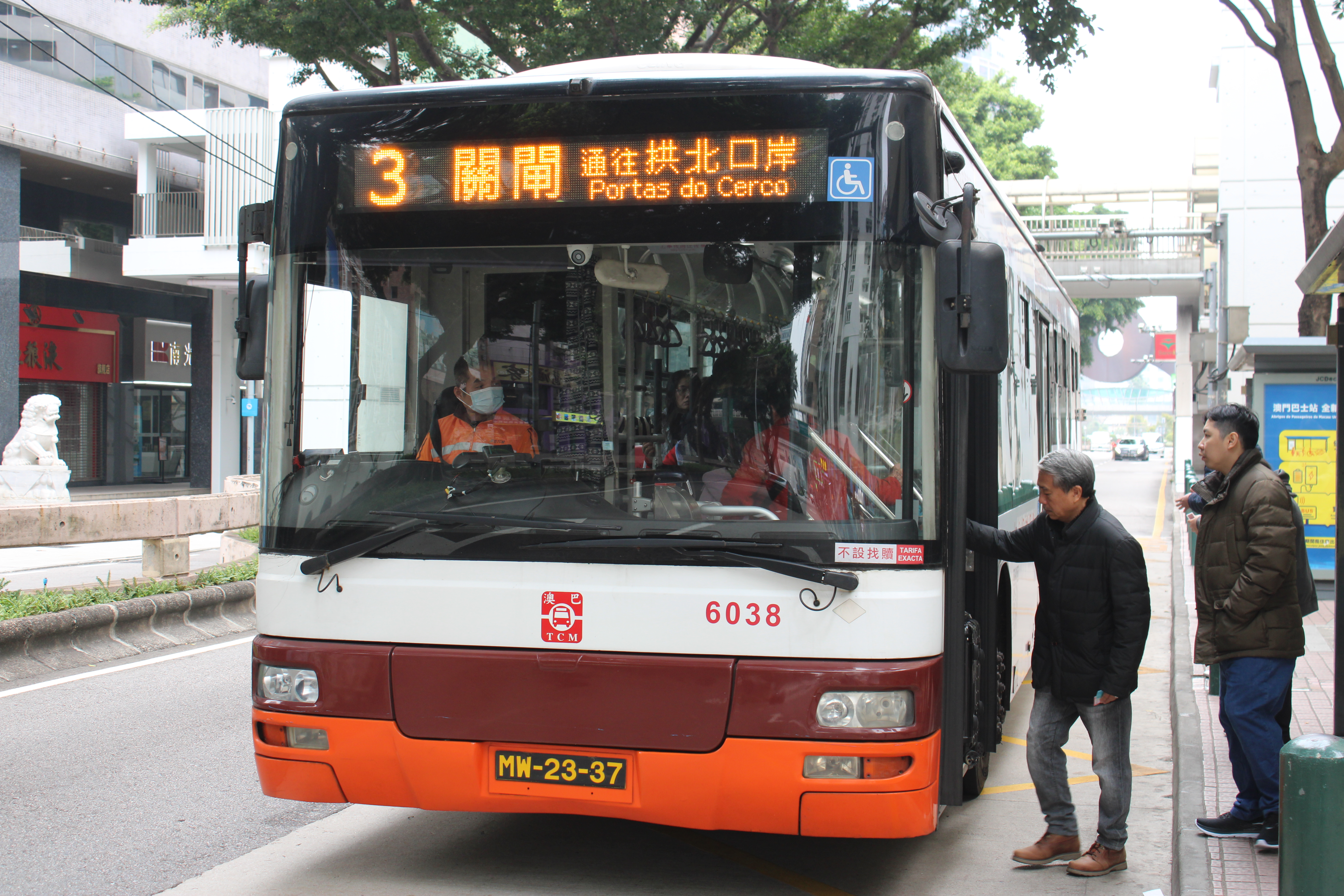
宇通ZK6128HNGE
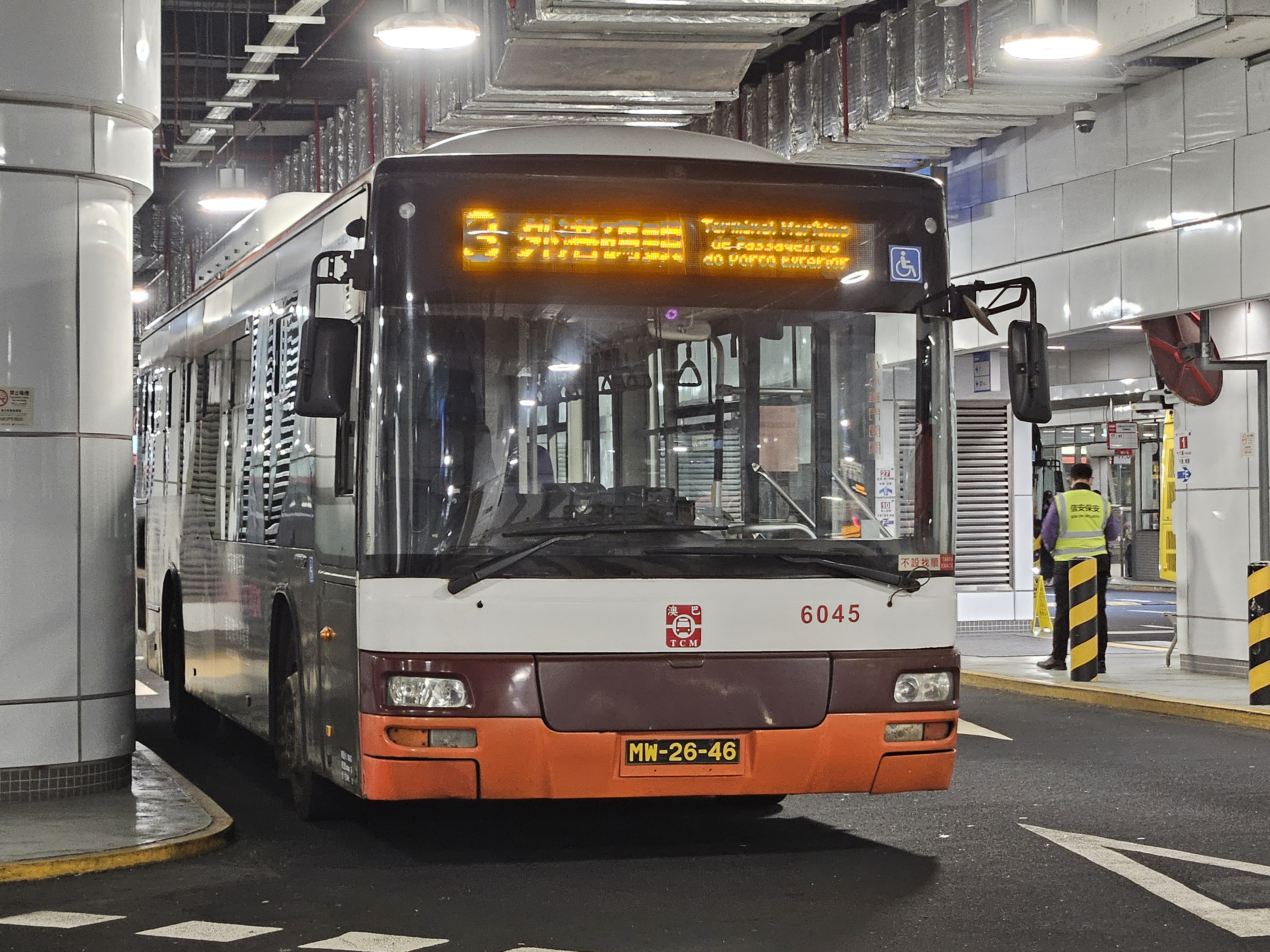
宇通ZK6128HNGE
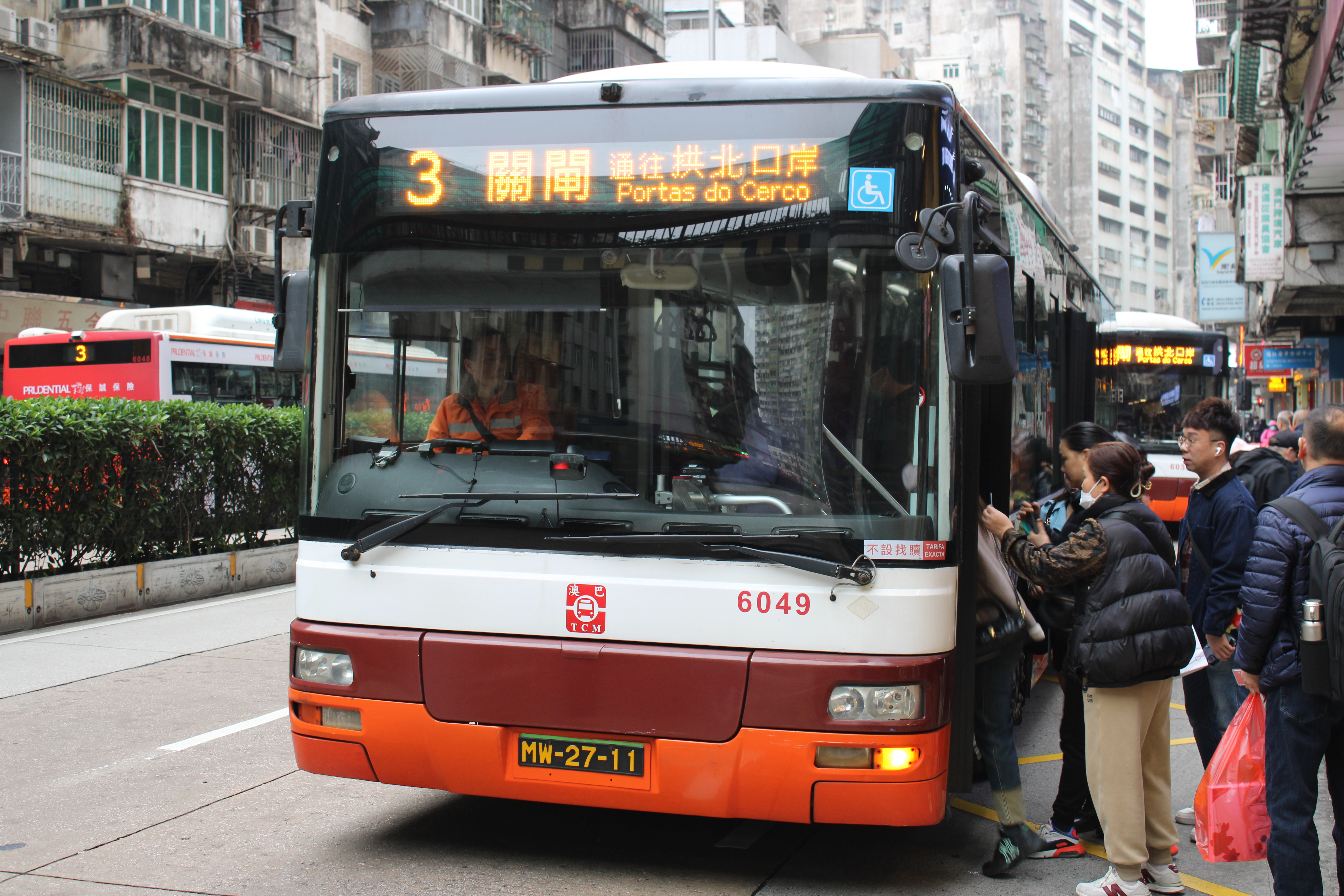
宇通ZK6128HNGE
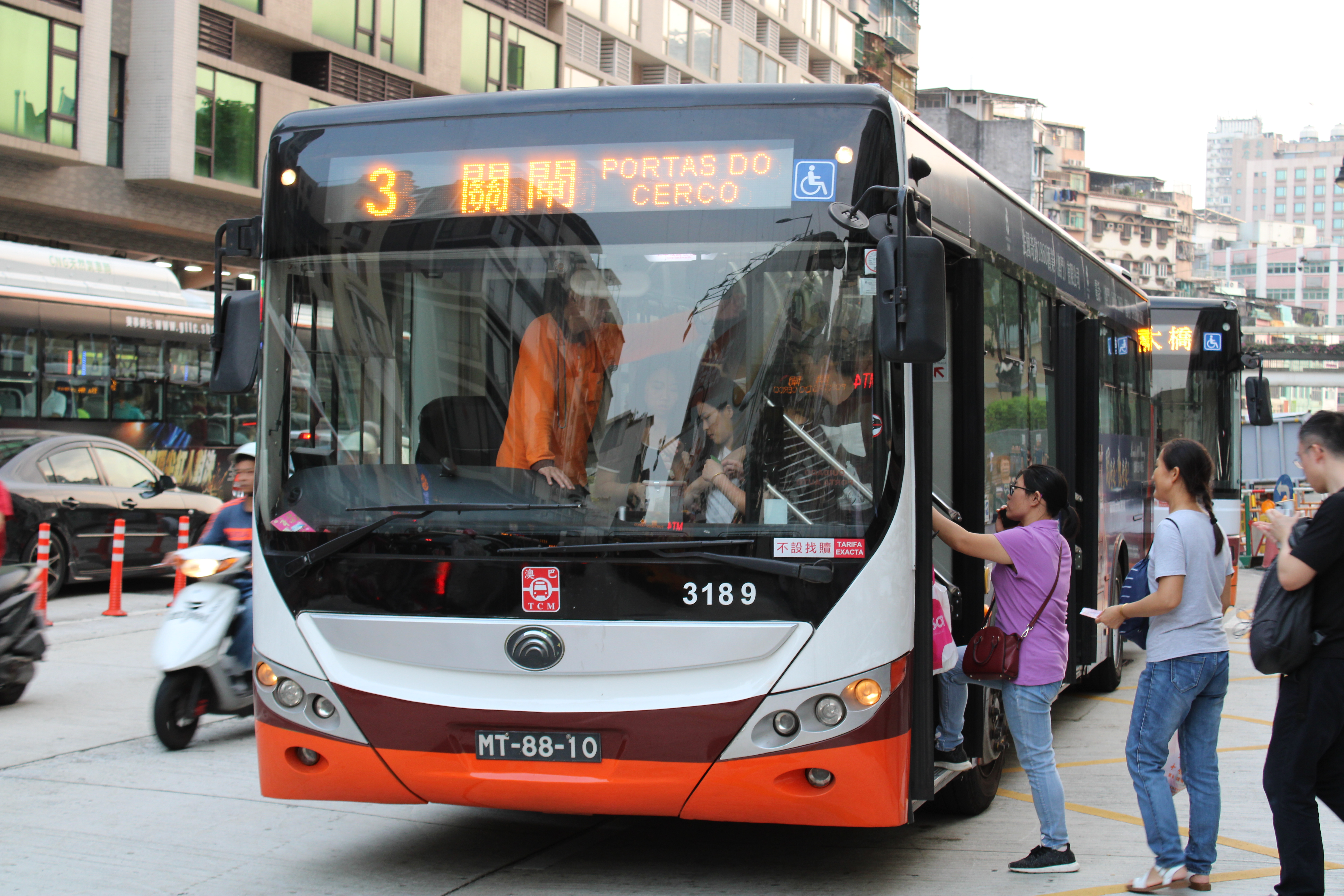
宇通ZK6118HGE
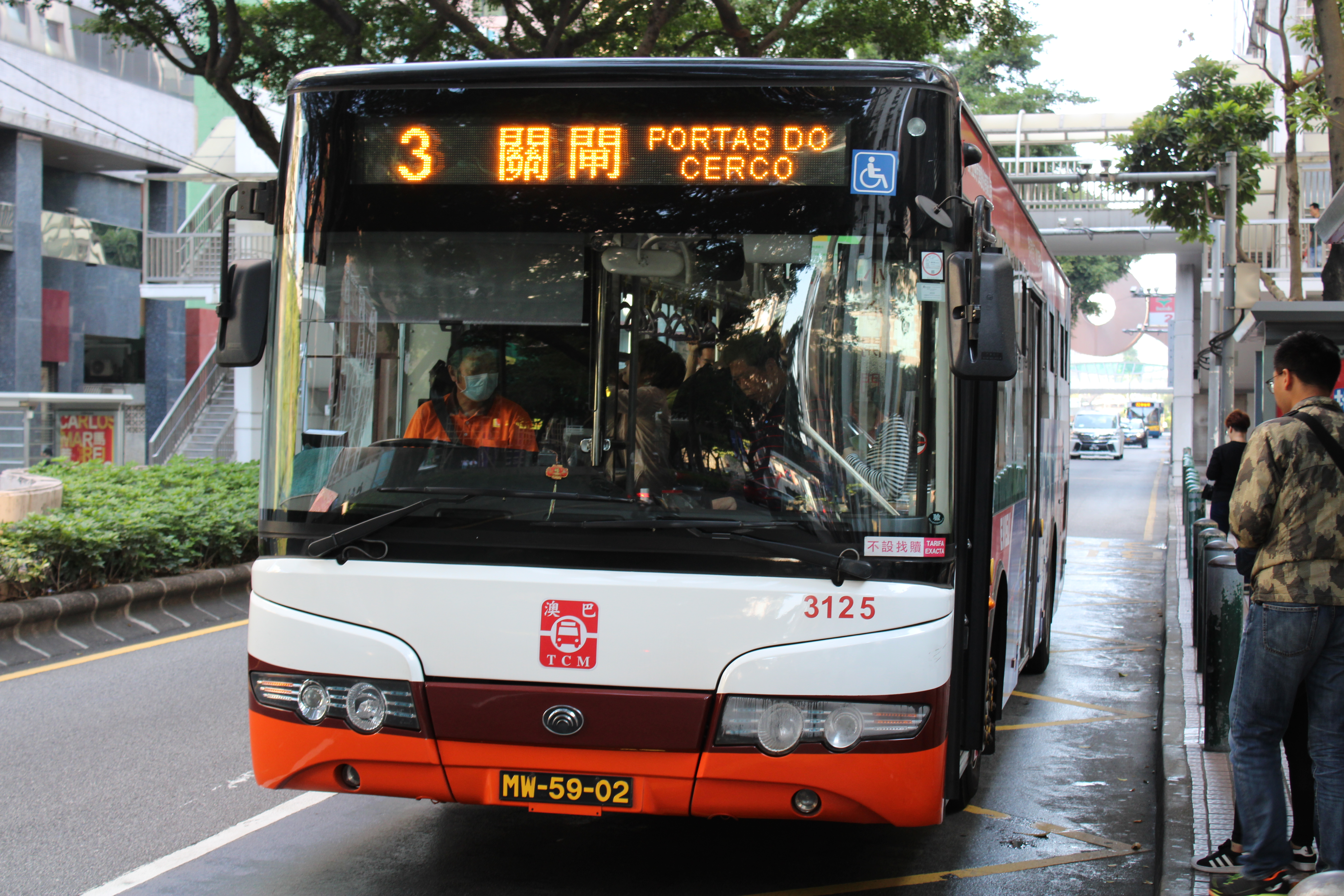
宇通ZK6115HG1
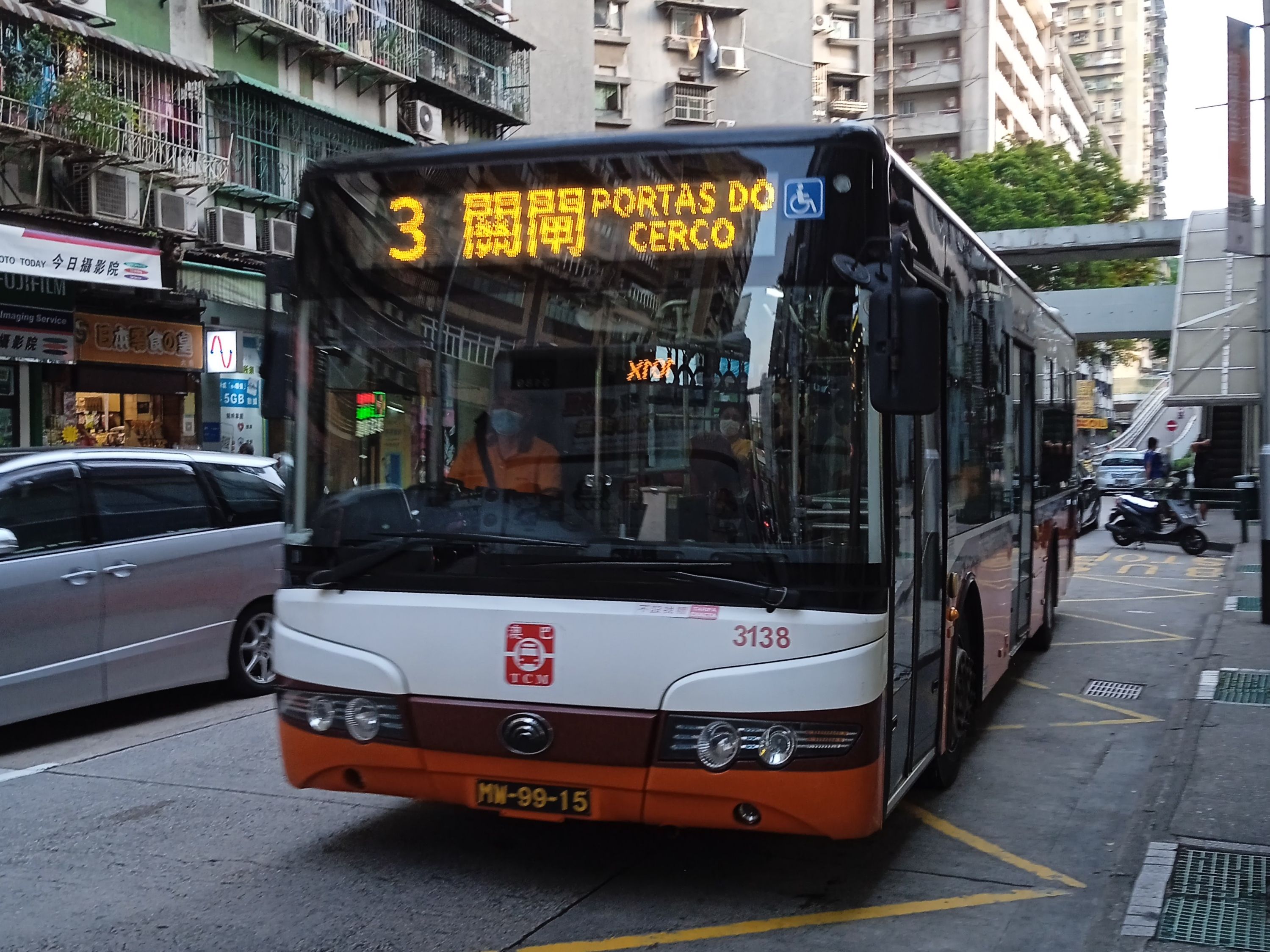
宇通ZK6105HG
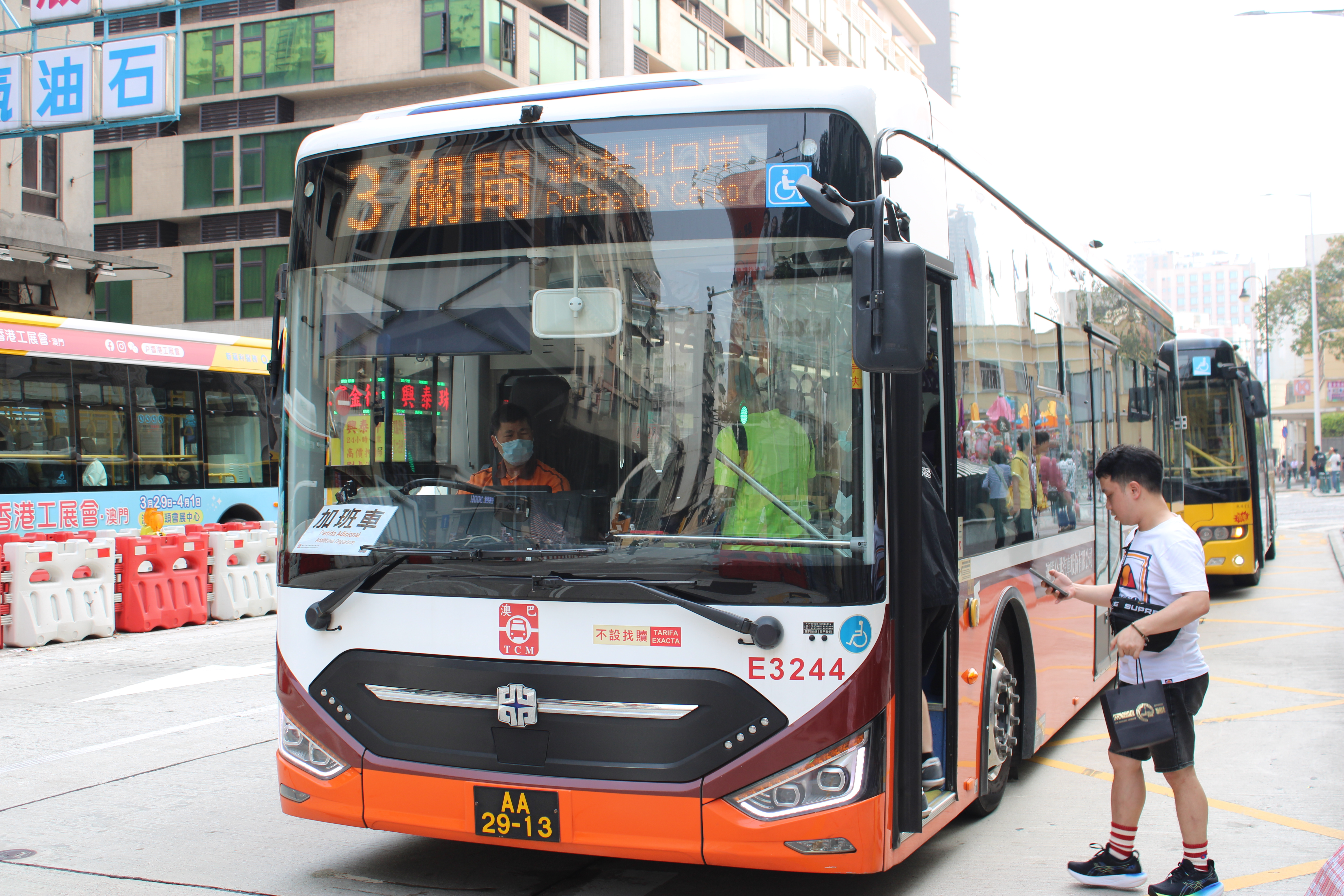
中通LCK6113SHEVG
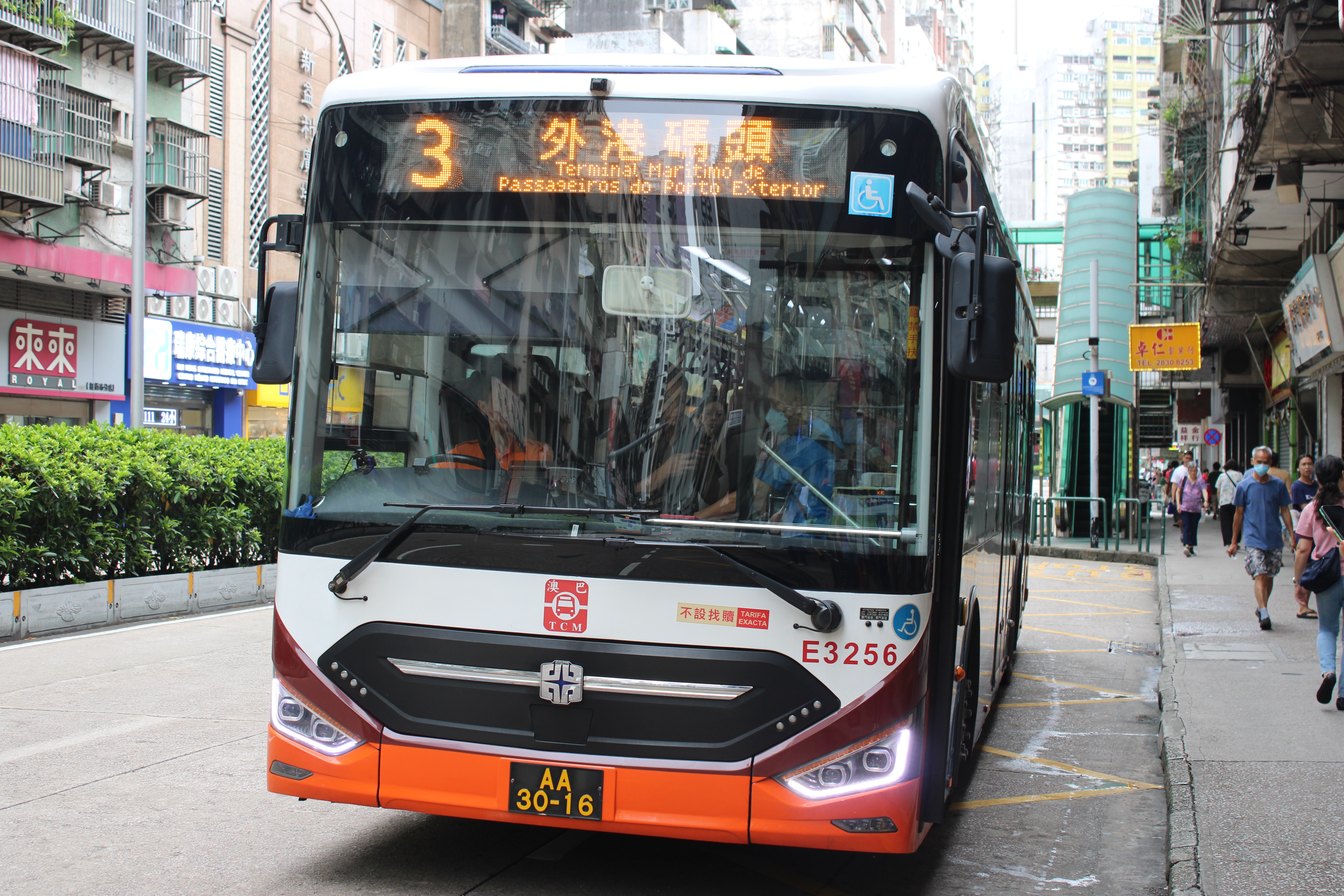
中通LCK6113SHEVG
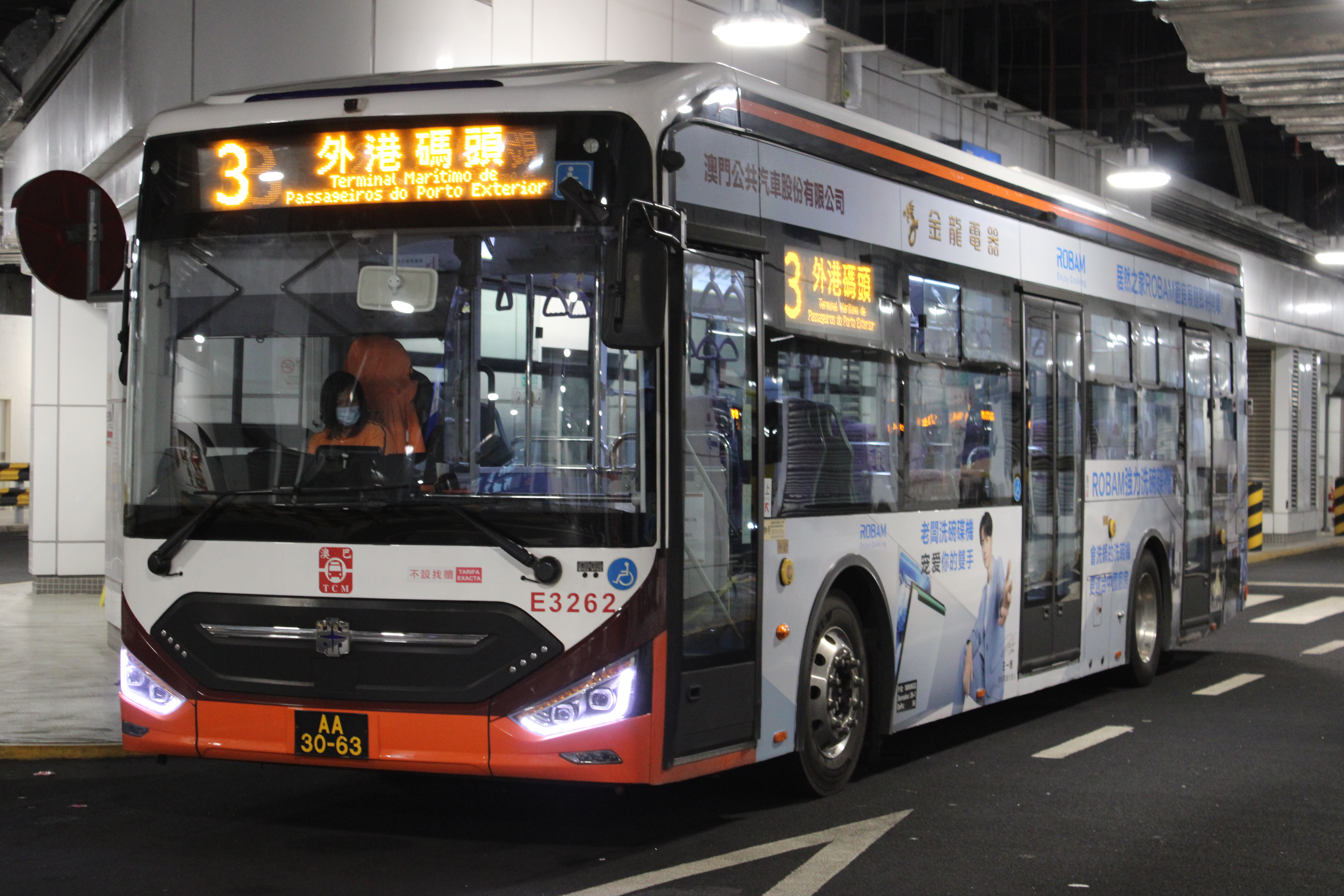
中通LCK6113SHEVG
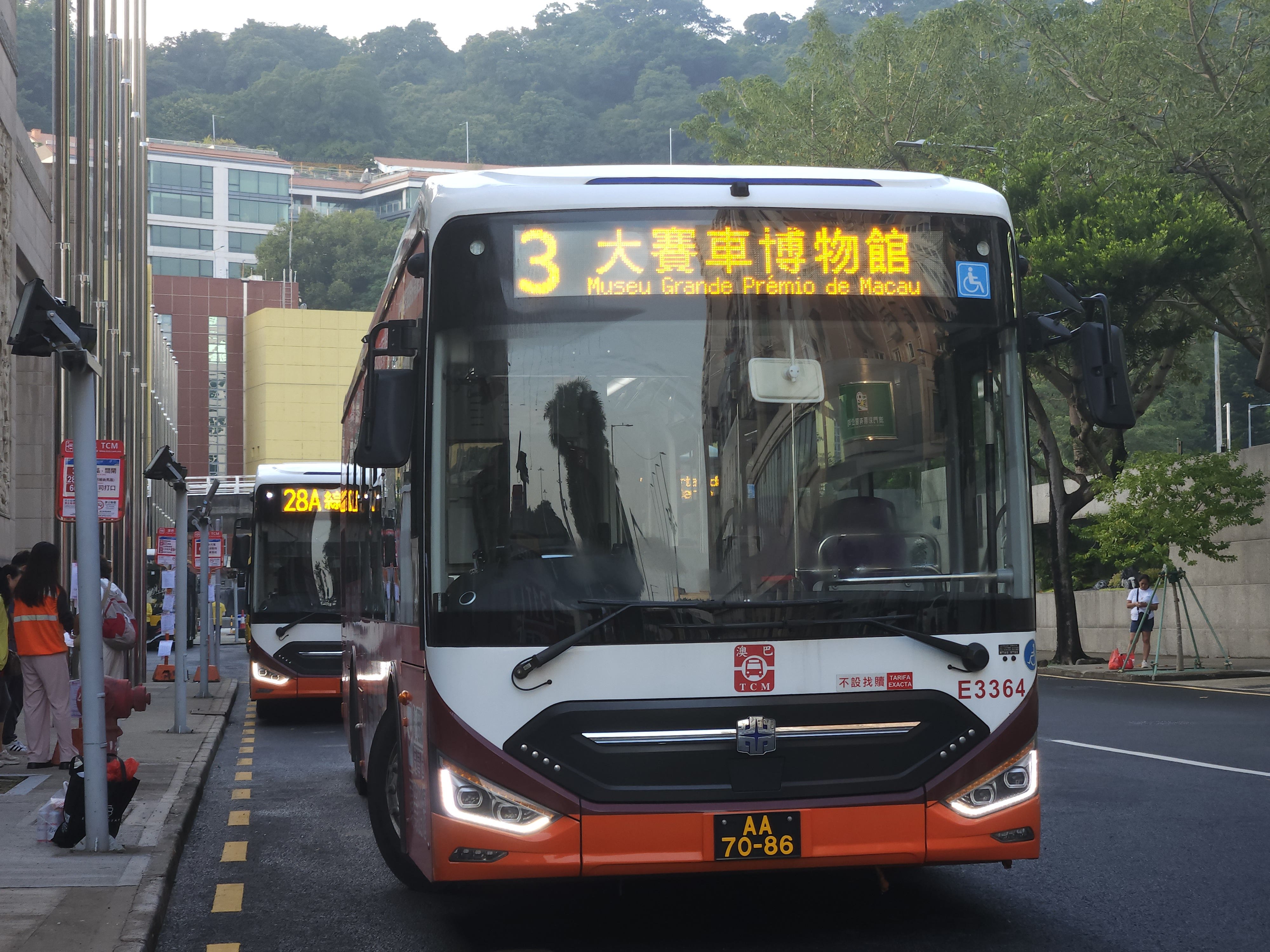
中通LCK6113SHEVG
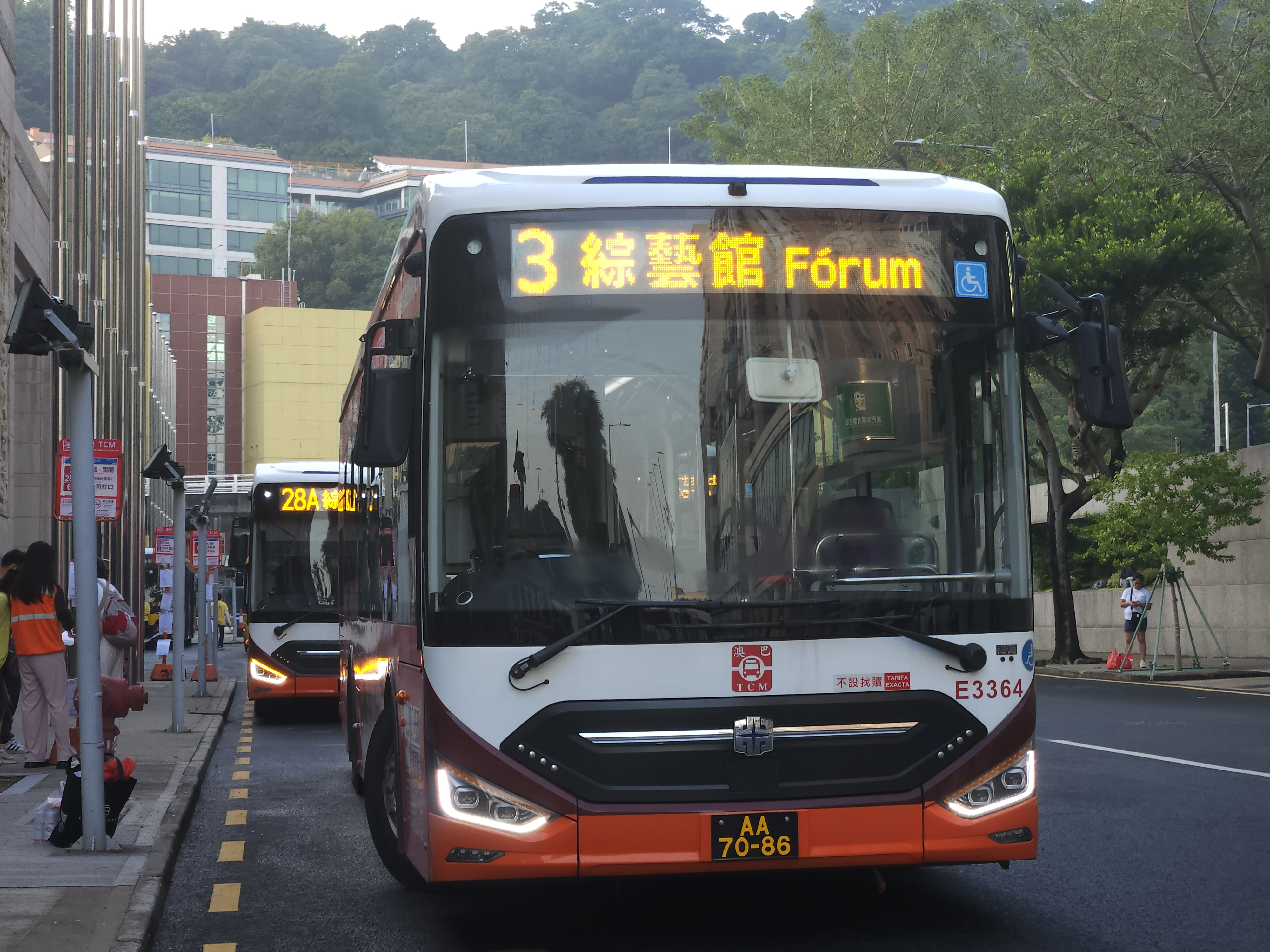
中通LCK6113SHEVG
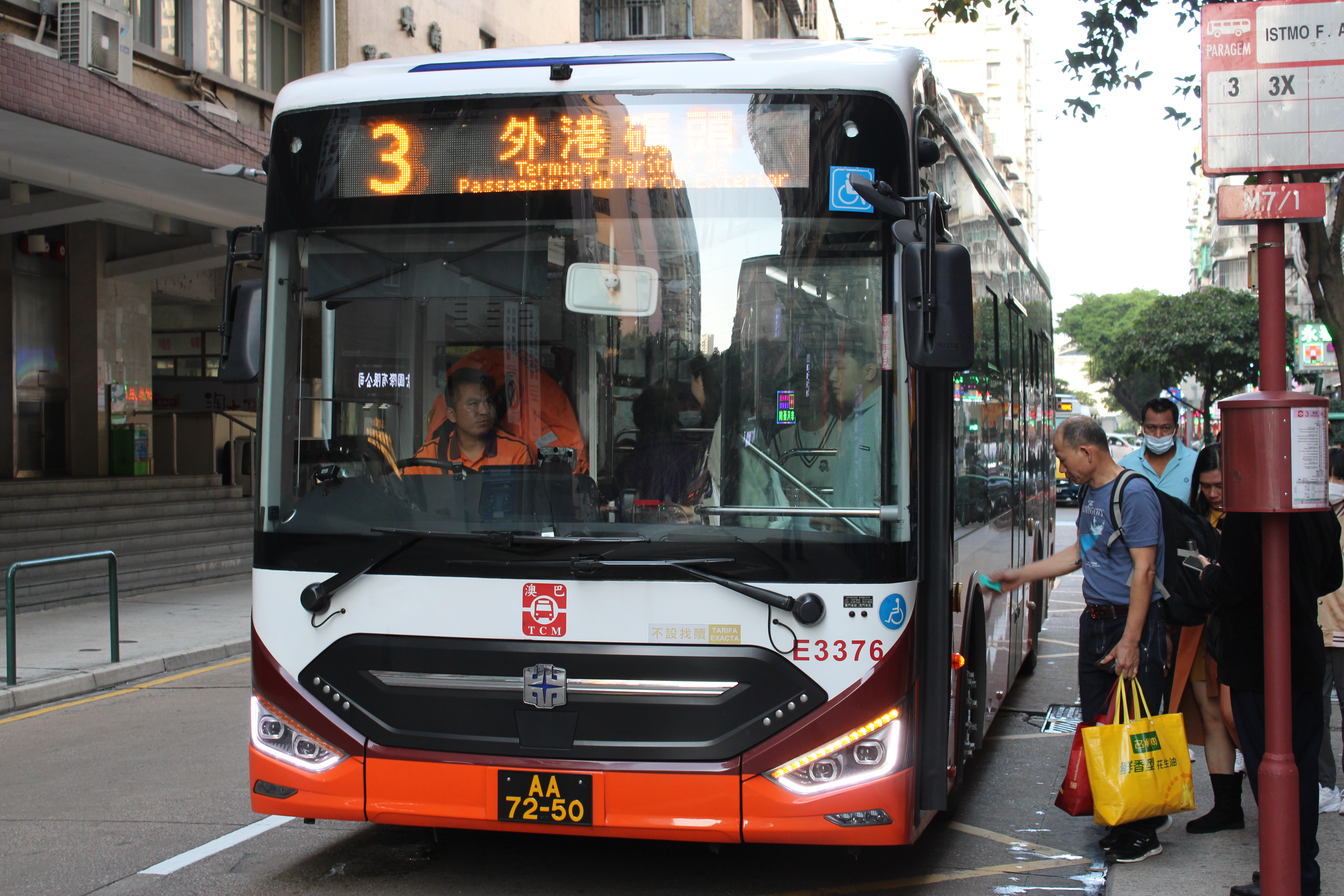
中通LCK6113SHEVG
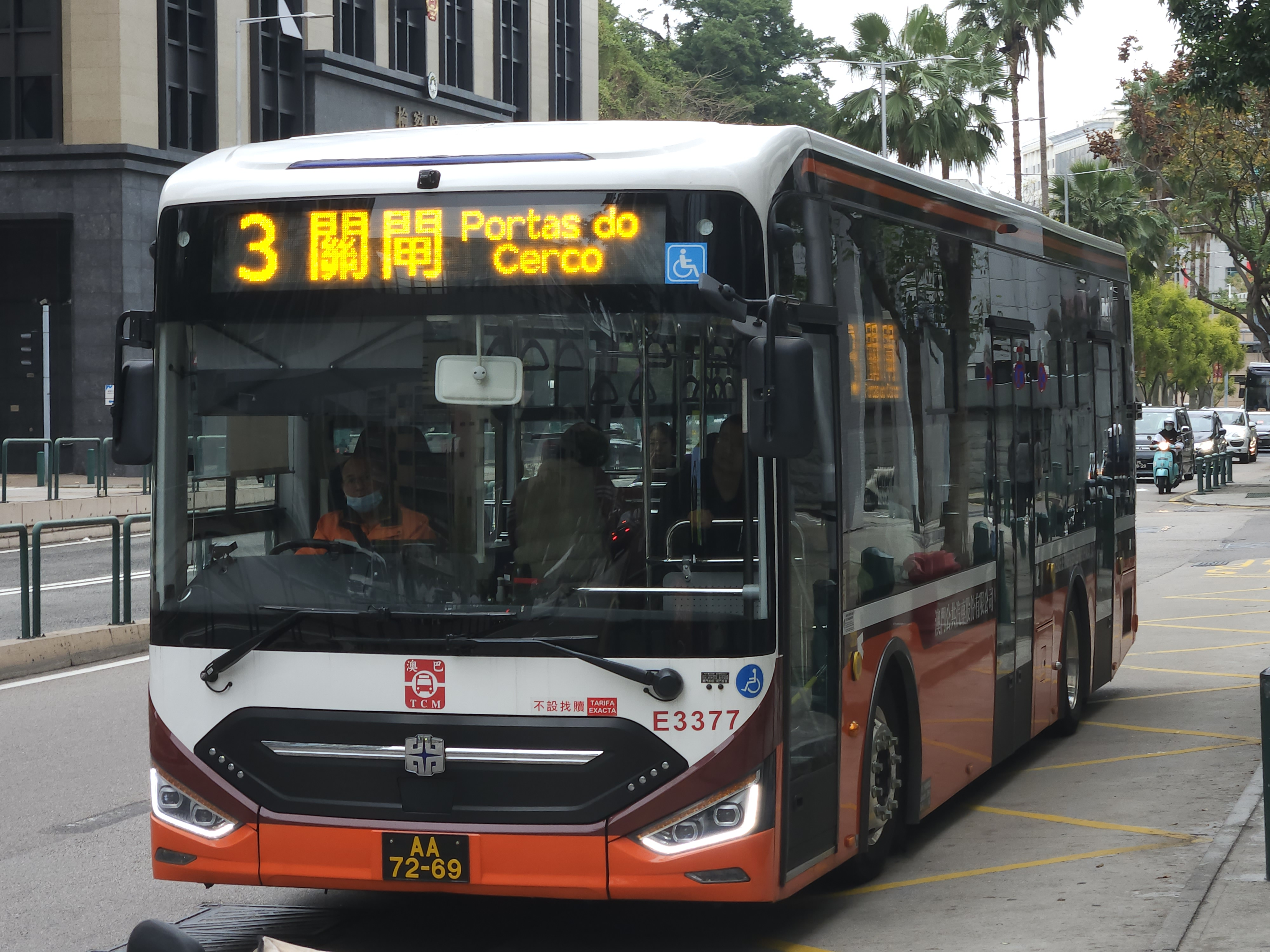
中通LCK6113SHEVG
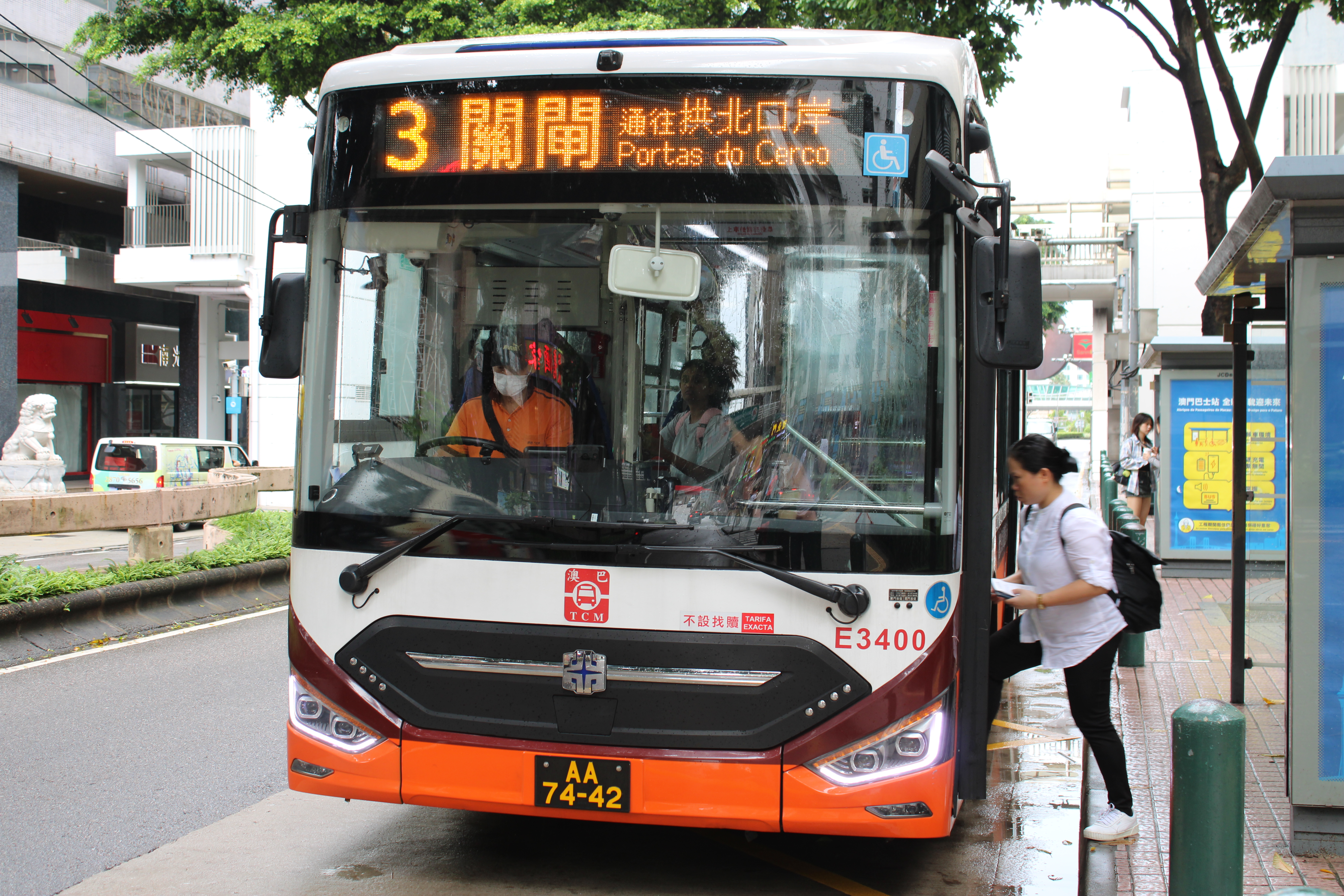
中通LCK6113SHEVG
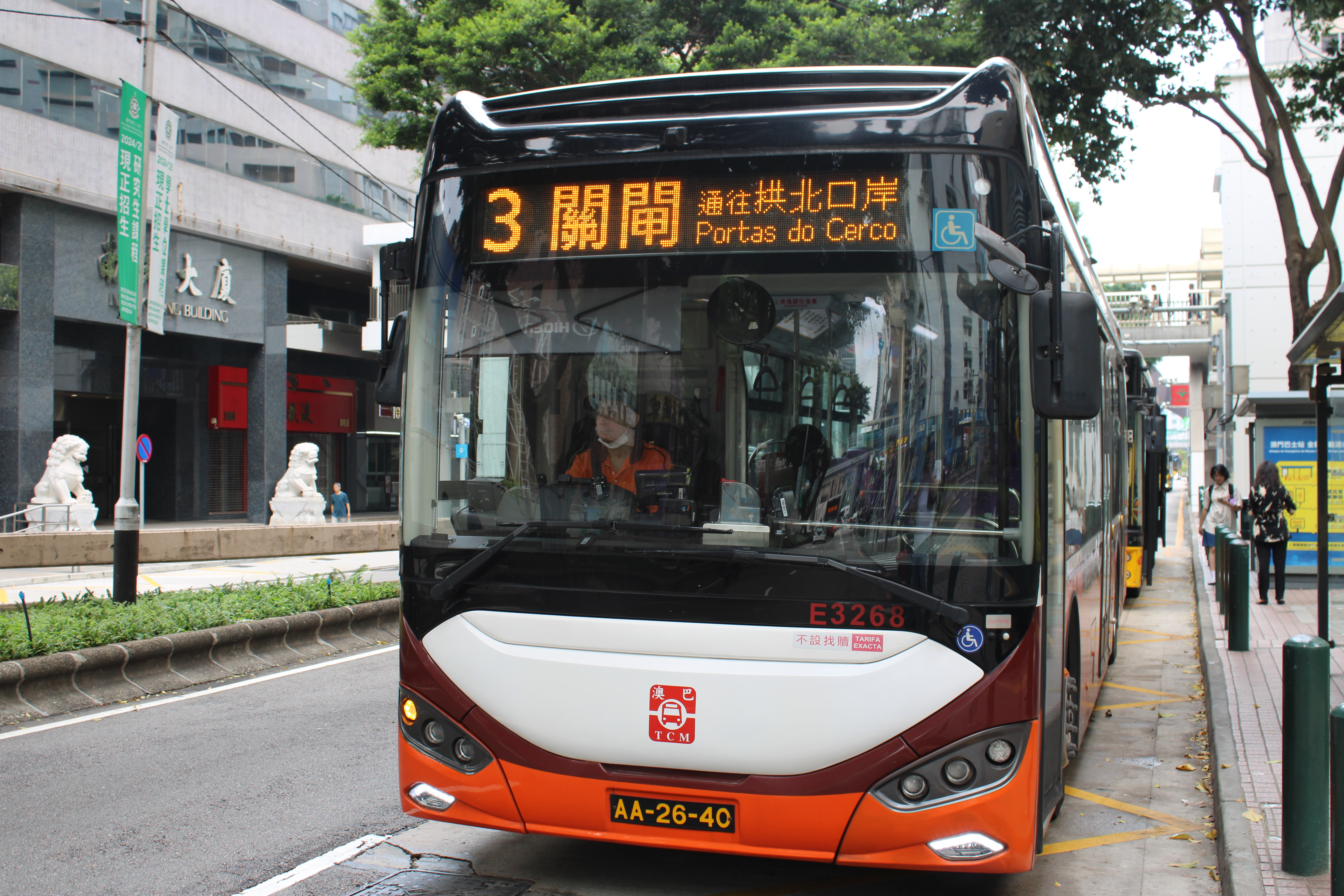
蘇州金龍KLQ6116GHEV
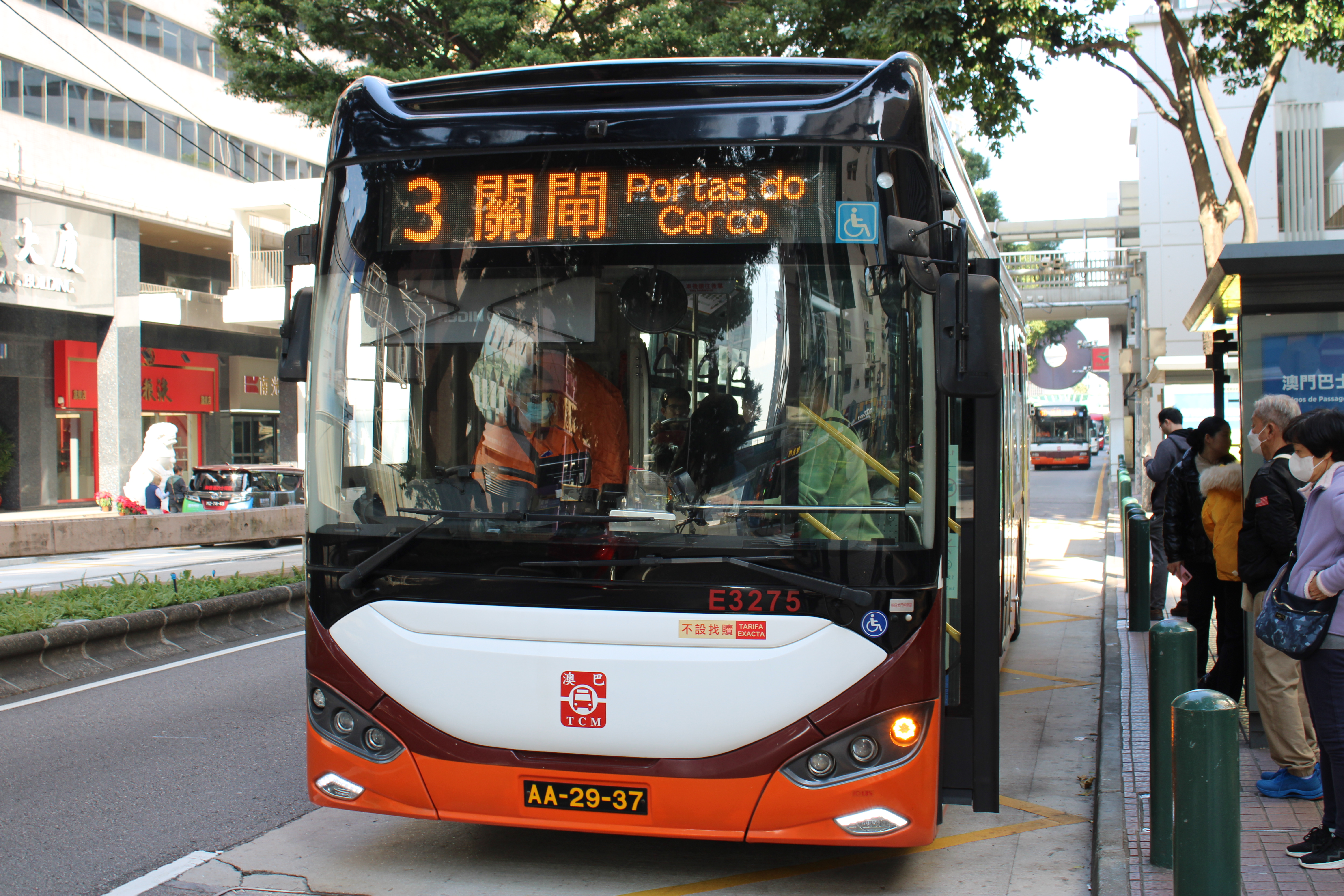
蘇州金龍KLQ6116GHEV

2022年2月28日起：
- 宇通ZK6128HGE
- 宇通ZK6118HGE
- 中通LCK6113SHEVG

2022年6月22日起：
- 宇通ZK6128HGE

2022年7月23日起：
- 宇通ZK6128HGE
- 宇通ZK6118HGE
- 宇通ZK6105HG

2022年8月2日起：
- 宇通ZK6128HGE
- 宇通ZK6128HNGE

2022年8月6日起：
- 宇通ZK6128HGE
- 宇通ZK6105HG

2022年8月10日起：
- 宇通ZK6128HGE
- 宇通ZK6115HG1
- 宇通ZK6105HG

2022年8月23日起：
- 宇通ZK6128HGE
- 宇通ZK6105HG

2022年9月26日起：
- 宇通ZK6128HGE
- 宇通ZK6105HG
- 中通LCK6113SHEVG

2022年10月起：
- 宇通ZK6128HGE
- 宇通ZK6105HG

2022年10月起：
- 宇通ZK6128HGE
- 宇通ZK6118HGE

2024年2月28日起：
- 宇通ZK6128HNGE
- 宇通ZK6125HNG

#### 特見
- 2019年春節和國慶黃金週，曾派出宇通ZK6902HG中巴、金旅XML6105J15大巴和宇通ZK6128HNGE天然氣大巴行駛。
- 2022年8月10日，澳門氣象局取消八號風球後，澳巴臨時派出海格KLQ6116GHEV三門大巴作出支援。
- 2022年8月至9月，間中有宇通ZK6125HNG、宇通ZK6128HNGE天然氣大巴行駛。
- 2022年9月1、2、5、8日，派出宇通ZK6902HG中巴支援。

## 電牌
| 往關閘方向                   | 往關閘方向                | 往關閘方向 | 往關閘方向 |
| 日期                         | 頭牌                      | 圖例       | 備註       |
| ---------------------------- | ------------------------- | ---------- | ---------- |
| 2017年8月23日前              | 關閘                      |            | [ 註 1 ]   |
| 2018年12月15日至2024年2月8日 | 關閘                      |            |            |
| 2017年8月23日至12月14日      | 關閘馬路                  |            |            |
| 2024年2月9日起               | 關閘 通往拱北口岸         |            |            |
| 往外港碼頭方向               |                           |            |            |
| 日期                         | 頭牌                      | 圖例       | 備註       |
| 2011年8月1日前               | 港澳碼頭                  |            |            |
| 2011年8月1日起               | 外港碼頭                  |            | [ 註 1 ]   |
| 2011年8月1日起               | 外港碼頭                  |            |            |
| 大賽車期間                   | 綜藝館                    |            |            |
| 2023年起 （逢大賽車期間）    | 大賽車博物館 （轉頁顯示） |            |            |

## 路線資料

### 收費
| 收費類別     | 收費類別                      | 收費類別             | 費用 |
| ------------ | ----------------------------- | -------------------- | ---- |
| 現金         | 現金                          | 現金                 | $6.0 |
| 境外支付工具 | 支付寶（內地及香港）          | 支付寶（內地及香港） | $6.0 |
| 境外支付工具 | 雲閃付 非綁定澳門銀聯卡       |                      | $6.0 |
| 境外支付工具 | 微信支付（內地及香港）        |                      | $6.0 |
| 境外支付工具 | 交通聯合 非澳門發行的全國通卡 |                      | $6.0 |
| 境內支付工具 | 澳門通                        | 全民卡               | $3.0 |
| 境內支付工具 | 澳門通                        | 學生卡               | $1.5 |
| 境內支付工具 | 澳門通                        | 長者卡               | 免費 |
| 境內支付工具 | 澳門通                        | 殘疾卡               | 免費 |
| 境內支付工具 | 聚易用＋                      | 聚易用＋             | $3.0 |

### 服務時間及班距
| 服務時間                     | 服務時間 | 星期一至六  | 星期日 （含公眾假期） |
| ---------------------------- | -------- | ----------- | --------------------- |
| 關閘總站                     | 關閘總站 | 06:00-01:15 | 06:00-01:15           |
| 外港碼頭                     | 外港碼頭 | 05:45-00:45 | 05:45-00:45           |
| 班距                         | 尖峰     | 4-7分鐘     | 4-7分鐘               |
| 班距                         | 離峰     | 5-8分鐘     | 4-8分鐘               |
| 懸掛8號風球後1小時開出尾班車 |          |             |                       |

### 路線停站
| 3    | 關閘 ↔ 外港碼頭 | 關閘 ↔ 外港碼頭        | 關閘 ↔ 外港碼頭 | 關閘 ↔ 外港碼頭 | 關閘 ↔ 外港碼頭      | 關閘 ↔ 外港碼頭 |
| 序號 | 往程            | 往程                   | 往程            | 返程            | 返程                 | 返程            |
| 序號 | 站號            | 站名                   | 出入境口岸      | 站號            | 站名                 | 出入境口岸      |
| 1    | M1/9            | 關閘總站               | 關閘邊檢大樓    | M239/3          | 外港碼頭             | 外港客運碼頭    |
| 2    | M7/1            | 關閘馬路               |                 | M254/1          | 友誼馬路／行車天橋   |                 |
| 3    | M16/1           | 提督馬路／雅廉訪       |                 | M241            | 金蓮花廣場           |                 |
| 4    | M111            | 昌明花園               |                 | M71             | 廈門街／澳門理工大學 |                 |
| 5    | M112            | 沙梨頭／華寶工業大廈   |                 | M155            | 東方拱門             |                 |
| 6    | M127            | 海邊新街               |                 | M157/2          | 治安警察局           |                 |
| 7    | M125            | 栢港停車場             |                 | M173/1          | 約翰四世大馬路       |                 |
| 8    | M135/2          | 新馬路／大豐           |                 | M134            | 新馬路／華僑         |                 |
| 9    | M170/2          | 殷皇子馬路             |                 | M132/2          | 十六浦               |                 |
| 10   | M69/2           | 葡京酒店               |                 | M129            | 沙梨頭街市           |                 |
| 11   | M160/1          | 十月一號前地           |                 | M114            | 沙梨頭海邊街         |                 |
| 12   | M158/2          | 北京街／假日酒店       |                 | M113            | 提督／紅街市         |                 |
| 13   | M161            | 高美士／利澳           |                 | M14             | 蓮峰游泳池           |                 |
| 14   | M70             | 澳門理工大學           |                 | M8/2            | 巴波沙大馬路         |                 |
| 15   | M118/1          | 高美士／馬六甲街停車場 |                 | M1/9            | 關閘總站             | 關閘邊檢大樓    |
| 16   | M239/9          | 外港碼頭               | 外港客運碼頭    |                 |                      |                 |

### 賽車期間路線停站
| 3    | 關閘 ↔ 綜藝館 | 關閘 ↔ 綜藝館        | 關閘 ↔ 綜藝館 | 關閘 ↔ 綜藝館        |
| 序號 | 往程          | 往程                 | 返程          | 返程                 |
| 序號 | 站號          | 站名                 | 站號          | 站名                 |
| 1    | M1            | 關閘總站             |               | 綜藝館臨時站         |
| 2    | M7            | 關閘馬路             | M71           | 廈門街／澳門理工大學 |
| 3    | M16           | 提督馬路／雅廉訪     | M155          | 東方拱門             |
| 4    | M111          | 昌明花園             | M157          | 治安警察局           |
| 5    | M112          | 沙梨頭／華寶工業大廈 | M173          | 約翰四世大馬路       |
| 6    | M127          | 海邊新街             | M134          | 新馬路／華僑         |
| 7    | M125          | 栢港停車場           | M132          | 十六浦               |
| 8    | M135          | 新馬路／大豐         | M129          | 沙梨頭街市           |
| 9    | M167          | 南灣大馬路／時代     | M114          | 沙梨頭海邊街         |
| 10   | M168          | 八角亭               | M113          | 提督／紅街市         |
| 11   | M202          | 南光大廈             | M14           | 蓮峰游泳池           |
| 12   | M161          | 高美士／利澳         | M8            | 巴波沙大馬路         |
| 13   | M70           | 澳門理工大學         | M1            | 關閘總站             |
| 14   |               | 綜藝館臨時站         |               |                      |

- 粗體字為大賽車期間臨時停靠站點

### 關閘總站重整期間停站
*2018年7月1日至8月16日期間臨時取消停靠
#2018年7月1日至8月16日期間臨時停靠
| 3    | 外港碼頭 ↺ 關閘馬路 | 外港碼頭 ↺ 關閘馬路    | 外港碼頭 ↺ 關閘馬路 |
| 序號 | 循環線              | 循環線                 | 循環線              |
| 序號 | 站號                | 站名                   | 出入境口岸          |
| 1    | M239/3              | 外港碼頭               | 外港客運碼頭        |
| 2    | M254/1              | 友誼馬路／行車天橋     |                     |
| 3    | M241                | 旅遊活動中心           |                     |
| 4    | M71                 | 廈門街／理工           |                     |
| 5    | M155                | 東方拱門               |                     |
| 6    | M157/2              | 治安警察局             |                     |
| 7    | M173/1              | 約翰四世大馬路         |                     |
| 8    | M134                | 新馬路／永亨           |                     |
| 9    | M132/2              | 十六浦                 |                     |
| 10   | M120                | 沙梨頭街市             |                     |
| 11   | M114                | 沙梨頭海邊街           |                     |
| 12   | M113                | 提督／紅街市           |                     |
| 13   | M14                 | 蓮峰游泳池             |                     |
| 14   | M7/1                | 關閘馬路               | 關閘邊檢大樓        |
| 15   | M16/1               | 提督馬路／雅廉訪       |                     |
| 16   | M111                | 昌明花園               |                     |
| 17   | M112/1              | 沙梨頭／華寶工業大廈   |                     |
| 18   | M127                | 海邊新街               |                     |
| 19   | M125                | 栢港停車場             |                     |
| #    | M136/1              | 粵通碼頭               |                     |
| #    | M188                | 河邊新街／下環         |                     |
| 20*  | M136/1              | 新馬路／大豐           |                     |
| 21*  | M170/2              | 殷皇子馬路             |                     |
| 22*  | M172                | 亞馬喇前地             |                     |
| 23   | M69/2               | 葡京酒店               |                     |
| 24   | M160/1              | 十月一號前地           |                     |
| 25   | M158/2              | 北京街／假日酒店       |                     |
| 26   | M161                | 高美士／利澳           |                     |
| 27   | M70                 | 理工學院               |                     |
| 28   | M118                | 高美士／馬六甲街停車場 |                     |
| 29   | M239/3              | 外港碼頭               | 外港客運碼頭        |

## 客量
- 本線是行駛澳門市區主要路線之一，途經多個旺區（如葡京、新馬路、提督馬路等地方）。沿途住宅區、商業區、旅客區等林立，加上有人會利用本線接駁關閘和港澳碼頭，雖然沿途有其他路線競爭（10、10B、32、60等等），但本線已深入民心。加上本線班距非常頻密，車型較大，服務範圍又非常廣泛，幾乎沒有其他路線可與本線有力競爭。所以本線成為「主線」和「流水線」。不論每個方向、每個車站都有大量人流乘搭本線。在尖峰時段更把多班車打爆，在維澳蓮運時期更明顯。目前本線主要客量，以觀光客和居住附近市民為主。從離峰時段到接近晚間收班都可以客滿。

- 因為本線客量極大，交通事務局其後開設3X路線，以疏導本線巨大的人流。在長假期及週末時，此路線經常客滿。在新馬路未能登車的情況屢見不鮮。自從3X、4返程改經林茂塘後，本線客量更進一步上升。然而，在2018年4月21日全澳巴士加價，使用澳門通乘坐3X路線較原來貴兩倍。由於3路線收費在加價後，較3X路線便宜一元。導致不少居民寧願等候本線，亦不願意搭乘3X路線。

- 2016年9月份，交通事務局局長林衍新稱，本線及33路線日載客量接近3萬人次，為全澳最多乘客乘坐的路線。未來有需要對相關路線加開特班車或改用更大型巴士載客。

- 本線的競爭交通，包括5及10等路線，以及前往十六浦、葡京酒店與關閘、港澳碼頭之間的發財車。但由於中區往關閘的發財車，在近年來均實施要在賭場消費或酒店住客才能乘坐。因此發財巴未有對本線構成巨大威脅。

- 2018年4月，本線再度超越33路線，成為「線王」。成為全澳最多乘客乘坐的路線，日均載客量高達27,347人次。[16]
- 2019年12月，本線穩守「線王」地位。日均載客量升至高達30,064人次。[17]。全年載客量高達1071.7萬人次[18]成為交通事務局自2016年公佈營運數據以來最高紀錄。

- 根據2020年公報，本線在2019年度共開出141,162班，乘車人次為10,865,874人次，平均每班接載77人次。但由於2019冠狀病毒病疫情關係，出入境政策多次收緊及往返港澳船務停駛，本線客量有所下降，被33路線超越，按季度計算的日平均更跌至不足1.5萬人次，日均載客量在2020年第二至第四季度更一度跌出前三甲，甚至被25、26A、MT4等路線超越。

- 在2021年第四季客量榜，本線排名第二，日均人次為21390。超越了33路線，但同時被MT4路線反超。

- 根據2022年第一季巴士統計資料，日均乘客量達21,065人次。[19]

- 根據2022年第二季巴士統計資料，日均乘客量達20,772人次。[20]

- 2025年5月2日、3日期間，本線在客流尖峰時段各增加至少10部巴士營運，其中本線及3X路線巴士數量、開出班次均較平日增加1倍，兩線同時派出70部巴士行駛。[21]

## 本線分流路線

### 特班車
- 在2011年前，新福利會按客流需要開出特班車，由港澳碼頭開出後，不停站直接開往治安警察局站或中區／殷皇子馬路站後，沿原線開往關閘總站；或由港澳碼頭開出，停靠友誼馬路／行車天橋後直接開往旅遊活動中心，不繞經新八佰伴、羅理基／馬六甲街站。
- 2019年農曆新年期間，澳巴與交通事務局協調，並派出多部中巴支援車，由新馬路／永亨直接單向直達前往關閘，中途不停站。

### 支線／快線
- 澳門巴士3短線（已取消）
- 澳門巴士3A路線
- 澳門巴士3AX路線
- 澳門巴士3AS路線
- 澳門巴士3BX路線
- 澳門巴士3C路線（已取消）
- 澳門巴士3X路線
- 澳門巴士3X特別班次
- 澳門巴士3T路線（已取消）

## 爭議
- 本線有澳門市區「線王」之稱，原為新福利營運，但由維澳蓮運營運第一天，服務大不如前，因班次比新福利年代更疏落（司機不足），以往新福利是用長約11米及12米大巴，而維澳蓮運的「大巴」車長只有10.5米，載客最多只有68人，無法疏導本線龐大客量。
- 2011年8月26日，維澳蓮運刊登廣告以1.8萬「超高薪」及10萬「加盟獎金」聘請車長，引發澳門交通行業挖角潮。數天後有傳聞指，本線原計劃短期內重新交由新福利營運，但受「挖角潮」影響令新福利人手緊張，計劃告吹。
- 2013年維澳蓮運引入一台原為香港九龍巴士訂單的宇通ZK6128HG1歐五12米全低地台大巴作測試，[22]營運兩年多第一次引入12米大巴，同年11月開始投放於本線作測試，疏導本線巨大的人流起了作用，但可惜此車測試至到該年11月30日後退回代理商。
- 2020年4月18日，亞馬喇前地整治土建工程完工後，本線取消停靠「亞馬喇前地」，惹來乘客批評，不便乘客於此站轉乘其他路線。

## 嚴重交通意外

### 新巴士營運模式實行前
- 2007年4月6日，一輛3路線三菱Fuso大巴行經沙梨頭時，車長側近引擎位置突然起火冒煙，車長立即疏散車上30多名乘客，在報警同時用滅火器將火救熄，消防員到場前，車長已將火救熄。事件中無人受傷。[23]
- 2009年9月26日，一輛澳巴在行駛10B路線時，懷疑跟車太貼，在外港客運碼頭「發財巴」停泊區對開撞向一輛3路線大巴（車隊編號：D48）。肇事澳巴車頭凹陷，右邊擋風玻璃破裂，而新福利巴士車尾亦凹陷。事故中，澳巴車上1名女乘客口部受傷。[24]

### 新巴士營運模式實行後

#### 維澳蓮運時期
由於維澳蓮運意外太多，只列出涉及乘客受重傷意外事故
- 2012年3月5日12:00左右，一輛行駛本線的的維澳蓮運宇通大巴（車隊編號：3048）正停靠「北京街／假日酒店」站，一名82歲老婦在步下巴士之時遭巴士後輪輾過雙腿。治安警察局稱，事發時這名老婦在新口岸北京街站下車，懷疑老婦仍未完全下車，司機已經開車，令老婦失足墜地，並被巴士後輪輾過雙腿，身受重傷，事後需要截肢。事件引起澳門社會極大迴響，不少市民致電電台，要求政府處罰維澳蓮運，改善司機工作態度，又建議加設車務員以及改善車款設計，以方便乘客上落；交通事務局亦公開要求維澳蓮運改善車款設計。[25]
- 2012年4月12日晚上約10時，一輛行駛3路線的維澳蓮運宇通大巴（車隊編號：3040）於約翰四世大馬路近葡文學校的巴士站駛出站時急煞，導致一名4歲女童頭部受傷，頭部需要縫針。[26]

#### 新時代時期
- 2014年10月10日08:00左右，一輛本線的「宇通」ZK6118HGE大巴（編號：3049），於高美士街撞及一名少女，消防員到場後將傷者送往山頂醫院搶救，其後再轉至深切治療部，傷勢嚴重，有生命危險。經警方初步調查後，該少女正使用斑馬線橫過馬路，惟有人無讓先。[27]

#### 澳巴時期
- 2025年1月22日23:20左右，澳巴一輛行駛本線的宇通大巴行經高美士街近理工大學斑馬線時，與一女途人發生碰撞，女途人輕傷送院治療並於當晚出院。[28]

## 圖片集

### 福利時期
- 五十鈴JCR460ZZ

### 新福利時期
- 丹尼士飛鏢SLF
- 丹尼士飛鏢SLF
- 丹尼士飛鏢SLF
- 丹尼士飛鏢SLF

### 維澳蓮運時期
- 宇通ZK6118HGE

### 新時代時期
- 宇通ZK6118HGE
- 宇通ZK6118HGE
- 宇通ZK6128HGE
- 宇通ZK6128HGE
- 宇通ZK6128HGE
- 宇通ZK6128HGE
- 宇通ZK6128HGE
- 宇通ZK6128HGE

### 澳巴時期
- 宇通ZK6118HGE
- 宇通ZK6128HGE
- 宇通ZK6128HGE
- 宇通ZK6128HGE
- 宇通ZK6128HGE
- 宇通ZK6128HGE
- 宇通ZK6128HGE
- 宇通ZK6128HGE
- 宇通ZK6128HGE
- 宇通ZK6125HNG
- 宇通ZK6125HNG
- 宇通ZK6125HNG
- 宇通ZK6125HNG
- 宇通ZK6125HNG
- 宇通ZK6125HNG
- 宇通ZK6125HNG
- 宇通ZK6128HNGE
- 宇通ZK6128HNGE
- 宇通ZK6128HNGE
- 宇通ZK6118HGE
- 宇通ZK6115HG1
- 宇通ZK6105HG
- 中通LCK6113SHEVG
- 中通LCK6113SHEVG
- 中通LCK6113SHEVG
- 中通LCK6113SHEVG
- 中通LCK6113SHEVG
- 中通LCK6113SHEVG
- 中通LCK6113SHEVG
- 中通LCK6113SHEVG
- 蘇州金龍KLQ6116GHEV
- 蘇州金龍KLQ6116GHEV

## 備註
1. 1 2  該電牌為維澳蓮運向九巴引入的宇通ZK6128HG1所顯示

## 外部連結
- （繁體中文）澳門公共汽車股份有限公司（官方網站） （页面存档备份，存于）